# 대한민국의 대외 관계
이 문서에서는 대한민국의 대외 관계에 대한 내용을 서술한다.
대한민국은 휴전선을 사이에 두고 이웃한 조선민주주의인민공화국과 한국 전쟁을 겪은 이후 적대적인 관계로 현재까지도 군사대치 중에 있어 많은 사회적 영향을 주고받고 있다. 한편 한국 전쟁에서 대한민국을 주도적으로 지원했던 미국과는 긴밀한 관계를 맺고 있다. 사실상 전신이 되는 대한제국을 멸망시키고 식민 지배하였던 일본과는 1965년에 수교한 이후 국교 관계를 이어오고 있다. 한국 전쟁에서 조선민주주의인민공화국을 지원하며 개입하였던 러시아(소비에트 연방 승계국), 중화인민공화국과는 탈냉전 이후에야 외교관계를 맺게 되었다. 미국, 일본, 중국, 러시아 등의 주변국들과의 관계는 지정학적·역사적 중요성을 바탕으로 한국외교의 핵심적 사항으로 자리 잡아 왔고, 한국의 독립과 정부 수립, 한국 전쟁, 그리고 그 이후에 펼쳐진 세계적인 냉전 구조의 형성과 와해 과정은 한국과 이들 4국 사이의 관계에 그대로 투영되어 왔다.
대한민국 정부는 2025년 기준으로 유엔 회원국 193개국 중 조선민주주의인민공화국과 외교관계가 없으며, 또한 조선민주주의인민공화국을 승인하지 않는다. 따라서 192개국과 외교 관계를 맺고 있으며, 유엔 비회원국인 서사하라, 중화민국, 팔레스타인도 외교 관계가 없는데, 대한민국 정부는 이들 3개 국가를 승인하지 않는다. 이중 중화민국의 경우에는 1992년 8월 23일 중화인민공화국과 수교함에 따라 단교하였다. 또, 대한민국은 2008년에 독립한 코소보를 승인했으나 아직 외교관계는 수립되지 않았다. 반면에 뉴질랜드와 자유연합 관계에 있는 자치령인 쿡 제도, 니우에와는 수교한 상태이다.
유엔에는 1991년에 북한과 동시에 가입하였다. 대한민국 정부에서 외무에 관한 업무는 외교부가, 통상에 관한 업무는 산업통상자원부가 관장하고 있다. 대한민국은 현재 전 세계 거의 대부분의 나라들과 외교 관계를 맺고 있다.

## 외교사
1905년 대한제국은 을사늑약 체결로 외교권을 박탈당해 1948년까지 일체의 대외관계가 단절되어 버린 외교사를 경험했다. 1945년 제2차 세계 대전의 종전으로 해방과 독립이 재래했으나 38선 획정에 따른 국토분단과 군정기, 1948년 38선 이남의 대한민국 단독정부 수립으로 이후 한국의 대외 관계는 새로운 시대배경 속의 새로운 역사의 장을 펴 나가게 되었다.
한국 외교의 환경적인 조건은 결코 유리한 것이 아니었다. 전통적으로 볼 때 한국의 지리·정치·기술 및 이념의 제반 요소는 근대국가체제와의 경쟁 내지 갈등 상황 속에서 적응해 나가기가 매우 불리하였다. 이와 같은 환경적 여건 때문에 한국은 국제환경을 자국에 유리하게끔 개선하거나 혹은 이에 영향을 주었다기보다는 오히려 상대적인 제약성에 의하여 외세의 영향을 받는 경우가 더 많았다. 한국의 외교 정책은 이념적 요인, 지정학적 요인, 국가 건설 과정에서 수용할 수밖에 없었던 외세의 개입과 그로부터 파생된 국가의 성격과 행위 범위의 제약 등 국제환경 으로부터 투입되는 여러 가지 제약을 받고 있다. 그러나 국제환경의 변동 과정에서 국가의 안전보장 및 위신, 국민의 경제 복지, 민족 통일 등 국익을 극대화하기 위한 외교정책결정자들의 노력들을 살펴볼 때 한국의 외교 정책은 다음과 같은 특징들을 보이고 있다. 
- 첫째, 한국의 외교 정책에서 이념의 중요성이 현저히 약화되었다. 즉, 건국 후 6·23선언까지 한국의 외교 정책은 반공 이념에 의해 강력히 지배되어 왔다. 그러나 한국 경제의 고도 성장과 국력 신장으로 인해 남·북한간의 역학 관계가 역전되고, 국제환경의 탈이념화 추세에 힘입어 1970년대부터 경제 실리에 비중을 크게 두면서 외교 정책에서 탈이념화가 뚜렷한 특징으로 나타나고 있다. 특히, 최근의 변화는 국제 사회의 구조적 변화도 중요하게 작용했지만, 한국 국민들의 민주화 운동에 따른 정치 체제 전반의 민주화의 영향도 크다고 볼 수 있다.
- 둘째, 내용의 다양화를 지적할 수 있다. 즉, 생존에 직접적으로 관계되는 안보 문제 위주에서 국민 복지에 관계되는 경제·통상 문제, 국가의 위신에 관계되는 문화·체육, 산업화의 진전과 국제사회에서의 활동영역 확대에 따른 자원·환경 문제 등으로 건국 초기보다 외교 정책의 내용이 풍부해졌다. 한국은 북방외교 선언을 기점으로 공산권 국가와의 수교 및 1986년 아시안 게임, 1988년 하계 올림픽 개최 등을 통해 보다 적극적이고 다각적인 측면에서의 외교에 나서게 되었다.[6]
- 셋째, 외교 상대 국가의 다변화를 지적할 수 있다. 미국 일변도에서 일본, 유럽, 중동, 아프리카 동남아, 구·현 공산주의권 국가 등 외교 상대국의 수가 현저히 늘어났다. 그리고 그들과의 외교 관계가 기능적으로 휠씬 더 긴밀해졌다.
- 넷째, 한국 외교의 주체가 한편으로는 전문화되면서 동시에 비정부 차원의 기관들의 역할이 중요시되는 다원화 현상이 보이고 있다. 즉, 외교 사안들이 복잡해지고, 외교 활동 영역이 확대됨에 따라 전문 직업 외교관의 역할도 중요시되지만, 해당 영역의 민간 외교 활동의 활성화도 뚜렷이 보인다.
- 다섯째, 외교 정책에서 여론 및 사회 단체의 비중이 증대되고 있다. 즉, 외교 정책의 내용이 국민들의 일상 생활과 이익에 직접 관계되는 사안들로 확대되고, 민주화에 따른 정치 체제의 투입 기능이 신장됨에 따라 특정 외교 사안에 직·간접적으로 관계되는 국민들의 입장이 정책 결정에 반영될 수밖에 없게 되었다.
- 마지막으로 한국이 유엔에 가입하여 평화 유지군을 파견하고, 안보리 이사국 가입을 내다보는 등, 국제 무대에서의 주체적 역할을 담당함으로써 국제사회에서 그 위상이 현저히 신장되었다. 곧, 대미·대일 외교에 있어서, 한국은 과거보다 주체적 역량이 크게 신장되었다.[5]

### 제1공화국

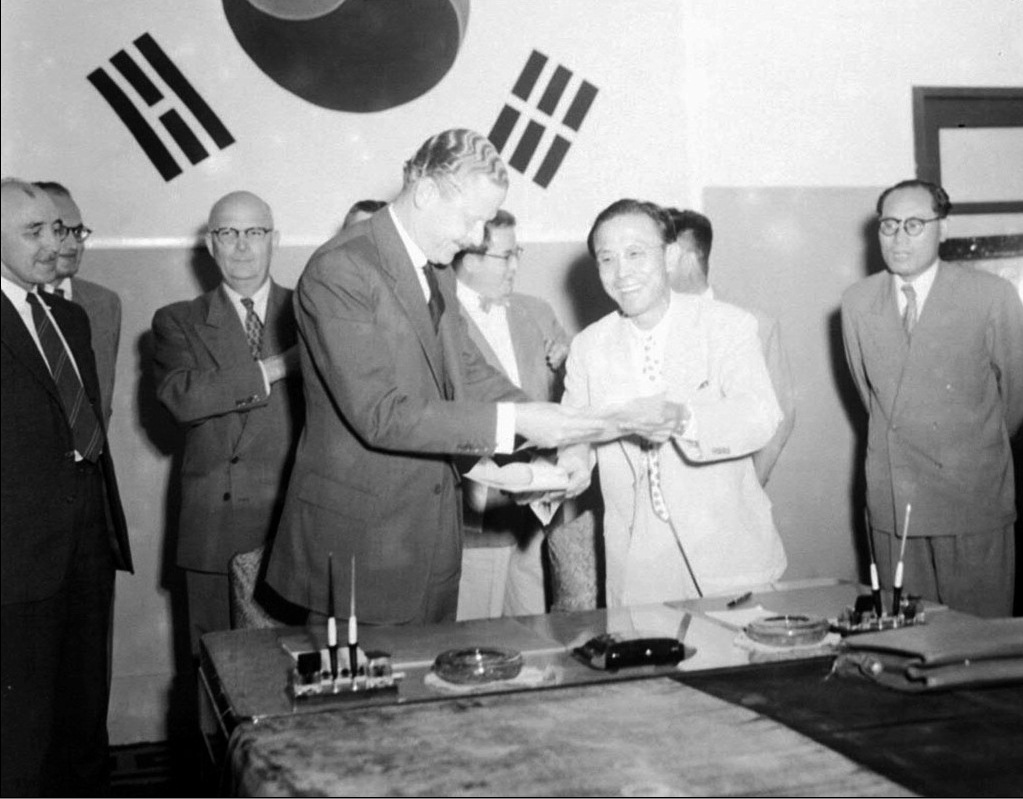
한미원조(1,500만불) 조인식에 참석한 유완창 부흥부장관과 주한미국 대사 엘리스 브리그스(1955)

한국은 동·서간의 냉전이 시작된 초기에 수립된 국가였기 때문에 당시의 한국의 외교정책은 냉전의 양상을 그대로 반영해 주고 있다. 또한 한국의 외교정책은 한국전쟁과 밀접한 연관을 맺고 있었기 때문에 반공노선이 더욱 뚜렷이 반영되었다. 한국의 초대 대통령이었던 이승만의 집권기(1948∼60년)는 한국 외교정책의 형성기인 동시에 시련기였다고 말할 수 있다. 1948년 국가의 성립을 선포한 이후, 급선무는 각국으로부터 국가승인을 받는 일이었다. 
이승만 대통령 집권시기의 외교정책의 특징은 다음과 같다. : ① 철저한 반공주의(反共主義)를 표방하는 외교정책이다. 북한을 무력으로라도 격퇴하고 통일을 달성하려는 의지를 가지고 있었으나, 미국에 의하여 좌절되었다. ② 중립국이나 중립노선을 표방하는 국가에 대한 적대주의 외교정책, ③ 철저한 반일주의(反日主義)의 표방이다. 일본과의 교류, 무역 등을 철저히 배격하고 한국전쟁의 일본 참전도 거부하였다. ④ 미국을 중심으로 한 자유우방 국가와의 우호증진정책이다. 미국은 제1공화국의 불신의 대상이자 강력한 동맹국가였다. 제1공화국의 무력에 의한 통일론에 미국이 제동을 걸었기 때문이다. ⑤ 유엔의 통한결의한(統韓決議案)에 대한 절대적인 지지정책을 가지고 있었다. (6) 제1공화국은  또한 평화선 설정과 그에 따른 어업 수역 획정 등으로 일본 및 중화인민공화국 측과 소규모의 유혈 충돌을 빚기도 하였다. (7) 제1공화국은 반공 정책을 공공히 하고자 아시아 지역의 집단안보 구축에 앞장 서기도 하였다. 이상의 정책을 공고히 하고 대한민국만이 한반도의 유일한 합법정부임을 과시하기 위하여  할슈타인 독트린 방식을 채택하였다.

### 제2공화국
이승만 정부의 외교정책은 지나치게 탄력성을 결여한 견고하고 일방적인 정책이었기 때문에 시시로 변천하는 국제정세에 적응하기가 힘들었다. 그러나 그 당시(1948∼60년)의 상황에서는 이와 같은 정책이 그 나름대로 한국의 국가이익에 공헌해 온 것만은 부인할 수 없는 사실이다. 다만 여기서 부언해 두어야 할 것은 이승만 정부가 붕괴되기 전까지의 국제정세의 변동이 다행스럽게도 이승만 정부의 붕괴후의 변동 속도보다 느렸다는 점이다. 그러나 1950년대 말경에 이승만 정부는 외부의 변화에 대한 민감도가 지나치게 둔하다는 빈축을 면할 수가 없었다. 결국 한국 외교정책의 신축성은 1960년 4월 19일 이후에 나타나기 시작했던 것이다. 당시 임시 내각의 수반(首班)과 외무장관을 겸하고 있었던 허정은 건국후에 처음으로 대일정책(對日政策)과 대중립국정책(對中立國政策)의 재조정에 관한 필요성을 공식적으로 강조하였다. 1960년 8월에 집권한 장면 국무총리도 탄력성 있는 한국 외교정책의 중요성을 강조하고, 이승만 정부의 구호였던 북진통일 정책을 배격했다. 따라서 한국의 통일은 유엔 헌장에 입각한 한반도의 총선거를 통한 평화적인 통일정책이 강조되었다.

### 제3공화국
허정 과도정권을 이은 제2공화국 장면 내각(1960년 6월 15일~1961년 5월 16일)의 외교목표는 사실상 이행되지 못한 채 5·16 군사정변(1961년 5월 16일)을 맞았다. 당시 군사정부의 혁명공약에 나타난 외교정책 부분을 보면 과거의 정책과는 다른 일면의 요소를 발견할 수 있다. 군사정부는 경제력의 증강과 반공결의의 공고화에 의한 국토통일의 목표달성을 강조하고 있다. 이와 같은 군사정부의 외교정책은 1963년에 5·16 군사정변의 주체였던 박정희가 대통령이 됨으로써 더욱 뚜렷이 부각되었다. 제3공화국은 다음과 같은 외교정책의 목표를 이행하려고 하였다: (1) 적극적인 다변외교(多邊外交)를 지향하여 중립노선(中立路線)을 표방하고 있는 국가와의 외교관계 수립을 목표로 하였다. 미국은 쿠데타로 집권한 박정희를 불신하였으나, 베트남 참전 결정은 이러한 미국의 시각을 완화시켜 주었다. 미국은 닉슨 독트린에 따라 주한 미군을 감축하였고 한국은 자주국방을 위하여 대미 일변도를 탈피하려는 노력을 기울였다. 한국은 1971년부터 비적성(非敵性) 공산국가와의 통상관계 허용을 선언하고 할슈타인 원칙을 전면 폐지하였다. (2) 경제외교(經濟外交)의 강화를 목표로 하여, 한국은 서구 제국과의 우호·친선관계를 유지·강화하는 데 노력하는 한편, 경제개발 계획의 성취를 위한 경제외교를 적극 추진하여 각국과의 자본협력 및 기술협력 관계를 가일층 강화하고 통상관계를 증진시키는 데 노력하였다. 특히 서구국가 중 독일 연방공화국과의 관계가 가장 중심이 되었다. 한국 정부는 아르헨티나의 땅을 사들여 해외농업투자를 하였으나 성공적이지는 못했다. (3) 한국은 미국의 압력과 경제개발의 자금 충당이라는 동기로, 국내 야당과 대학생들의 반대를 무릅쓰고 일본과의 국교를 정상화하였다. (4) 또한, 지역안전 방위체제를 염두에 둔 아시아·태평양이사회의 창설을 주도하였으나, 회원국들의 반대로 문화 및 경제협력기구에 머물렀다. 이러한 일련의 노력은 한국의 외교정책을 현실화시키는 한편 한국외교의 방향전환에 기틀을 제공했던 것이다. 특히 한국의 입장에서 본다면, 1960년대와 1970년대의 초반은 세계정치의 격변기였다. 따라서 한국 외교정책의 시련기이기도 한 것이다.

### 제4공화국
1970년대에 있어 공산권제국의 상황의 변화과정은 '나 위주(domesticism)'의 대외행위(對外行爲)의 선정에 방향전환을 시도하고 있음이 현저함을 뜻한다. 1960년대 후반기부터 표면화되고 있는 동구공산제국의 서방접근외교는 동·서교류를 통한 자국이익의 추구와 직결되고 있다. 그들 국가는 호혜원칙(互惠原則)에 입각하여 각종의 경제교류는 물론 문화적·인적 교류를 통해 국가간의 관계개선을 적극 추진하고 있는 것이 오늘의 동·서구제국이 변모하고 있는 양태(樣態)이다. 한편 주도권 쟁탈을 둘러싼 대립과 경합관계에 있는 소련과 중국의 대외정책도 1970년대에 이르러 획기적으로 변화되었다. 중·소는 다같이 대미·대일관계의 정상화에로 그들의 외교궤도를 대폭 수정하였음은 물론, 여타 제국인 아시아·아프리카, 라틴 아메리카 및 서구 제국과의 관계 개선을 서둘렀다. 이와 같은 공산권 내부의 다양한 상황변화는 국제정치체계상 일대 전환기적인 성격을 지녔다. 물론 단기적인 안목에서 한국이 대공산권외교의 방향을 급전환시킨다는 것은 시기상조라고 봤지만, 그러나 급템포로 변천하고 있는 국제정세라는 상황 속에서 한국의 외교의 향방은 보다 신축성 있고 실질적인 적극외교(積極外交)의 단행만이 한국의 국가목적을 달성할 수 있는 길이라고 간주되었다. 그러므로 한국외교의 다양성은 단순하게 쌍무적인 정치협력 또는 군사적인 동맹관계의 강화만을 전제로 하는 지역기구에의 적극 참여에만 총력을 동원할 것이 아니라, 그러한 관계를 위한 외교를 우선시하면서도 한편으로는 국제정치체계의 변동에 민감하고 폭넓은 외교가 필요하다고 보았다.

### 제5공화국
제5공화국은 반공의 기치 아래 한·미·일 삼각동맹을 추진했다. 제5공화국은 전 정권에 이어 친미(親美) 일변도의 정책을 추진하여, 한국에 있어서 미국은 혈맹관계라고 지칭될 만큼 전통적인 우방이었다. 이러한 정책은 학생들의 반미주의 운동을 조장한 측면도 있다. 5∙18 광주 민주화 운동에 대한 미국의 개입 또는 방조 의혹은 이 시기 학생운동의 한 테마였다. 일본과는 일본의 역사교과서 문제, 재일한국인 지문날인제도, 일본의 대북 접근 등 주로 일본이 야기시킨 각종의 현안 때문에 갈등을 빚었다. 한국은 북한에 대해 민족화합민주통일방안과 남북 정상회담을 제의하였으나, 북한은 아웅산묘역 폭탄테러사건, 대한항공 858편 폭파사건을 일으켰다. 서유럽과는 정치적 이슈가 크지 않았고, 경제·통상 부문에 집중하였다.

### 노태우 정부의 북방외교
외교에 있어서의 노태우 정부 5년은 대체적으로 성공적이었다는 평가를 받는다. 북방정책으로 불리는 외교정책을 통해 일단 양적인 면에서 한국 외교를 선진국 수준으로 끌어올리는 성과를 거두었기 때문이다. 그러나 북방정책은 노태우 정부 노력의 결과라기보다는 국내외의 외교환경이 만들어준 개연성의 덕택이 컸다는 점에서 평가절하되기도 한다. 노태우 정부 시기에 한국의 대(對)공산권 외교는 새로운 전기를 맞았다. 이는 한국 전쟁 이후 공산권 국가들과는 적대적 관계를 형성하던 기존의 외교 정책과는 상당한 차이점이 있는 것이다. 제5공화국까지의 북방외교는 거의 답보상태에 있었고 교역·통상분야도 간접·제3자 형식의 미미한 규모였던 것에 비하면, 제6공화국의 출범과 동시에 가속화된 북방정책은 지극히 바람직스러운 것이었다.
1988년 7월 7일 노태우 대통령은 〈민족자존과 통일번영을 위한 특별선언〉(7 ·7선언)에서 남북간에 민족공동체 관계를 발전시켜 나갈 것 등 6개항 원칙을 선언하면서 공산권과의 관계개선의 의사를 천명하였다. 그는 "한반도의 평화를 정착시킬 여건을 조성하기 위하여 북한이 미국·일본 등 우리 우방과의 관계를 개선하는 데 협조할 용의가 있다. 또한 우리는 소련·중국을 비롯한 공산주의국가들과의 관계개선을 추구한다"고 천명하였다. 이러한 이른바 "북방외교"(또는 "북방정책", Nordpolitik)는 곧 가시화되었다. 1988년 8월에 헝가리와의 상주대표부 설치협정 체결(1988년 10월 헝가리의 수도 부다페스트에 주(駐)헝가리 한국대표부가 개설)은 북방정책의 첫 결실로 평가된다. 이어서 한국은 소련, 중국 등 공산권 국가와 수교하였으며, 이를 바탕으로 1991년 9월 남북한 유엔 동시가입을 이끌어 냈다. 1988년 서울 올림픽 개최 당시 소련과 헝가리 등 구 공산권 국가들의 참가한 것을 계기로 이들 나라에 대한 본격적인 외교관계를 수립하였다. 1990년 소련과 수교하였고, 소련 붕괴직후 러시아와 재수교하였다. 1989년 노태우 정부는 일본 도쿄에서 거행되는 히로히토 일왕 장례식에 공식적으로 강영훈 국무총리를 정부부문 사절로 파견했다. 1992년 1월 노태우-부시 정상 회담이 있었고, 2월에 남북한은 나진-선봉 지구 개발 공동보조에 합의하였다. 또한 노태우 대통령은 중국을 방문하여 장쩌민 총서기와 양상쿤 국가주석 등을 만나 정상회담을 개최해 중국과의 외교 관계를 수립(8월)하였고 같은  해 몽골 및 베트남(12월)과도 대사급 외교관계를 수립하였다.  또한 구소련(舊蘇聯)에서 독립한 신생국 카자흐스탄, 우즈베키스탄,  키르기스스탄,  투르크메니스탄, 아제르바이잔,  벨로루시(1991년 독립), 아르메니아, 조지아  및 또 다른 신생국인  몰도바(1992년 독립)와 수교하였다. 그리고 구 유고슬라비아에서 독립한 크로아티아, 슬로베니아와도 이해에 수교하였다. 그 밖에도  남아프리카공화국, 탄자니아 등 1992년에만 모두 18개국과 수교하여 총수교국數가 1백70개국으로 늘어났고 정상회담이 12회, 외무장관회담이 41회에 이르는 등 그 어느 때보다 활발한 외교를 벌였다. 특히 수교국수가 크게 늘어난 것은 구소련(舊蘇聯)에서 독립한 나라들과 잇따라 국교를 수립했기 때문이기도 하지만 이밖에도 주요 공산권 및 제3세계국가들이 대거 포함돼 있다는 사실은 노태우 정부가 그동안 추진해온 북방외교가 결실을 맺은 것으로 평가할 수 있다. 북방외교의 성과는 1970년대 말 중국의 실용주의 노선 채택, 냉전체제의 종식과 탈이데올로기 시대의 대두, 소련의 페레스트로이카와 그에 유발된 동유럽 국가들의 정치·경제개혁 및 개방 등의 국제정세의 변화에 한국의 경제성장(과장된 면이 많았다)과 국민적 논의의 대두라는 국내 정세변화가 맞물린 결과이다. 다만, 급변하는 정세변화에 한국이 조금 더 빨리 진지하게 대응하고 그 주체가 정부나 정치권 일부에 그치지 않고 정보개방과 국민적 의사의 결집에 의하였으면 하는 아쉬움이 남는다. 이라크(1989년), 몽골, 예멘(각 1990년)와도 수교하였다.

## 국제기구와의 관계
대한민국은 1989년 APEC에 가입하였고, 1991년 9월 17일 남북한이 동시에 유엔에 가입하였다. 1996년 OECD에 가입하였고, 1999년 G20에 가입하였다.

### 대유엔정책의 변화
한국의 대유엔정책은 1960년의 제15차 유엔 총회에서 인도네시아가 제의한 남북한 동시 초청안을 계기로 계속 시련을 겪어오고 있는 실정이었다. 비록 한국은 유엔에서 북한의 한국문제 토의를 계속 봉쇄하는 데 성공하기는 했지만 이러한 제안들이 문제도 되지 않았던 1960년도 이전의 유엔외교와 비교해 보면 상당한 대조를 이루고 있다. 제15차 유엔 총회에서 유엔 주재 미국 대사였던 애들레이 스티븐슨이 제안한 '스티븐슨안'은 북한의 한국문제 토의 참여는 어디까지나 북한이 유엔의 권위와 권능을 수락해야 한다는 전제조건을 단서로 붙여 두었다. 북한은 이러한 제의를 거부함으로써 유엔에서의 한국문제 토의에 참여할 수 없었다. 이와 같은 상황변화에 따라 1960년에 조정되었던 한국의 대유엔정책은 1971년에 이르러 재조정되었던 것이다. 
한국은 제26차 유엔총회 때부터 운영위원회를 통한 한국문제 토의의 연기를 종용하였으며, 제27차 총회에서도 같은 방법을 채택하여 한국문제 토의를 연기시키는 데 성공했다. 이러한 정책의 성공은 남·북적십자회담의 진행에 장애를 주어서는 안 되겠다는 많은 회원국들이 유엔에서 한국문제를 토의할 경우, 남북간에는 새로운 긴장이 발생할 우려가 있다고 판단함으로써 가능하게 되었다고 일반적으로 해석되고 있다. 따라서 유엔에서의 한국문제 토의는 예측하기 어려운 상황하에 놓여 있다. 즉 2차대전 이후 지금까지 누려오던 유엔에 의한 단일 합법정부의 특권이 1960년대에 접어들어 서서히 무너지기 시작하여 1970년대에 와서는 유엔을 도외시해야만 되도록 변해버린 것이다. 연례 행사처럼 한반도 문제가 상정되어 한국측에 유리한 결의안을 통과시키던 유엔이 1973년에는 북한측 대표가 참석하게 되어 언커크(UNCURK)를 해체시켰으며, 1975년에는 서방측의 주한 외국군 주둔안과 공산측의 외군 철수 결의안이 동시에 통과되는 사태까지 빚었다. 세계 외교무대의 발판으로 삼고 있던 유엔의 분위기가 이렇게 바꿔지자 한국은 아예 유엔에서의 한반도 문제 토의를 저지하는 정책을 펴기에 이르렀다. 다만 공산측에서 먼저 한국에 불리한 결의안을 제출할 경우에는 이를 저지시키기 위한 별도의 상정안을 낸다는 것이 당시 한국 유엔외교의 기본자세였다.

## 각국별 대외 관계

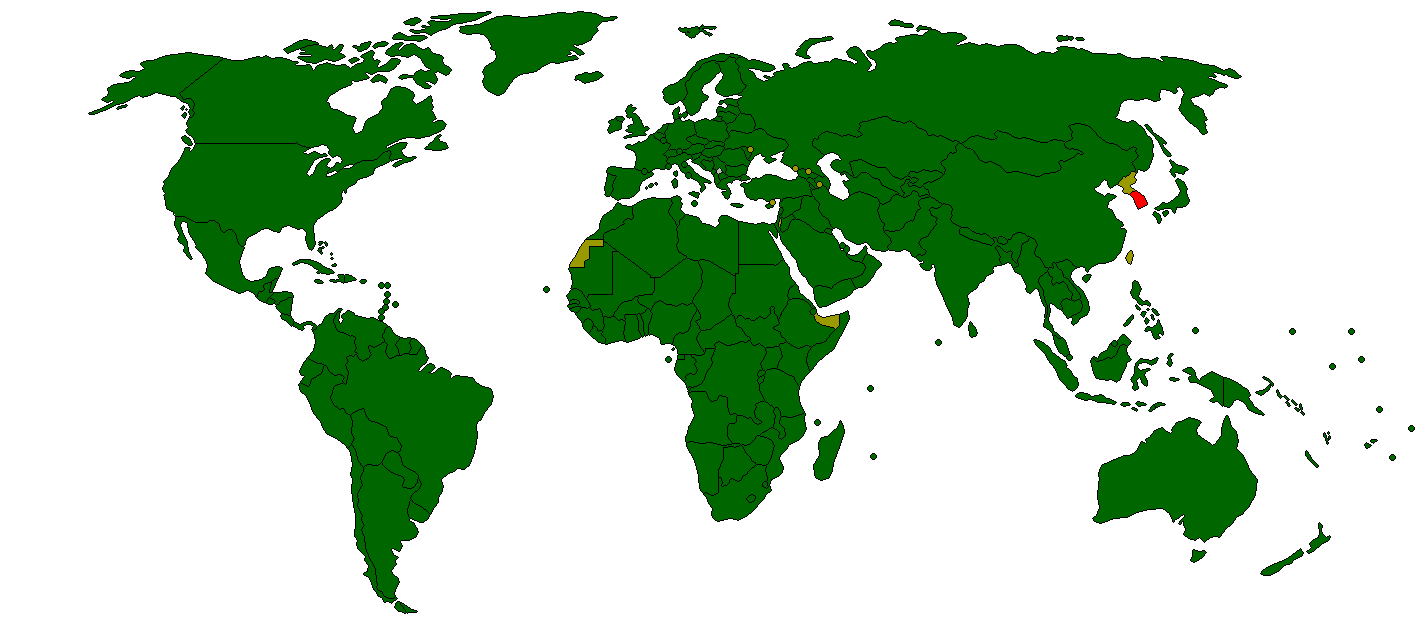
대한민국
대한민국과 수교하고 있는 국가
대한민국과 수교하지 않는 국가
대한민국 정부가 국가로 인정하지 않는 국가

대한민국은 현재 대한민국 자신을 제외한 유엔 회원국 192개국 중 191개국, 유엔 총회 옵서버 2개국 중 1개국, 유엔 비회원국 2개국 중 2개국 모두와 수교하였다. 유엔 회원국 중에서는 조선민주주의인민공화국과 수교하지 않았고 유엔 총회 옵서버 중에서는 팔레스타인을 국가로 승인하지 않아 수교하지 않았으며 유엔 비자치영토인 사하라 아랍 민주 공화국도 국가로 승인하지 않아 수교하지 않았다. 주권 국가인 코소보를 2008년 3월 28일부로 국가로 승인하였으나 수교하지 않았다. 과거 유엔 회원국이었던 중화민국과는 1992년 8월 24일부로 중화인민공화국과 수교함에 따라 같은 날 단교하였다.
| 나라           | 긍정적 | 부정적 | 중립 | 편차 |
| -------------- | ------ | ------ | ---- | ---- |
| 중화인민공화국 | 25%    | 71%    | 2    | −46  |
| 독일           | 11%    | 32%    | 57   | −21  |
| 스페인         | 24%    | 42%    | 34   | −18  |
| 브라질         | 36%    | 46%    | 18   | −10  |
| 멕시코         | 36%    | 42%    | 22   | −6   |
| 그리스         | 24%    | 29%    | 47   | −5   |
| 파키스탄       | 19%    | 22%    | 59   | −3   |
| 인도           | 27%    | 28%    | 45   | −1   |
| 페루           | 37%    | 37%    | 26   | 0    |
| 케냐           | 34%    | 34%    | 32   | 0    |
| 프랑스         | 45%    | 44%    | 11   | 1    |
| 튀르키예       | 39%    | 33%    | 28   | 6    |
| 나이지리아     | 44%    | 34%    | 22   | 10   |
| 캐나다         | 47%    | 36%    | 17   | 11   |
| 영국           | 52%    | 40%    | 8    | 12   |
| 러시아         | 32%    | 20%    | 48   | 12   |
| 인도네시아     | 37%    | 23%    | 40   | 14   |
| 미국           | 51%    | 33%    | 16   | 18   |
| 오스트레일리아 | 61%    | 24%    | 15   | 37   |

| 나라           | 긍정적 | 부정적 | 중립 | 편차 |
| -------------- | ------ | ------ | ---- | ---- |
| 독일           | 24%    | 59%    | 17   | -35  |
| 스페인         | 21%    | 50%    | 29   | -29  |
| 일본           | 13%    | 37%    | 50   | -24  |
| 멕시코         | 22%    | 41%    | 37   | -19  |
| 칠레           | 21%    | 40%    | 39   | -19  |
| 이스라엘       | 11%    | 25%    | 64   | -14  |
| 브라질         | 32%    | 41%    | 27   | -9   |
| 프랑스         | 42%    | 46%    | 12   | -4   |
| 페루           | 32%    | 35%    | 33   | -3   |
| 영국           | 45%    | 45%    | 10   | 0    |
| 인도           | 30%    | 23%    | 47   | 7    |
| 케냐           | 36%    | 28%    | 36   | 8    |
| 중화인민공화국 | 40%    | 32%    | 28   | 8    |
| 파키스탄       | 31%    | 23%    | 46   | 8    |
| 캐나다         | 48%    | 39%    | 13   | 9    |
| 나이지리아     | 46%    | 36%    | 18   | 10   |
| 러시아         | 35%    | 23%    | 42   | 12   |
| 튀르키예       | 38%    | 22%    | 40   | 18   |
| 인도네시아     | 48%    | 27%    | 25   | 21   |
| 미국           | 55%    | 34%    | 11   | 21   |
| 오스트레일리아 | 62%    | 27%    | 11   | 35   |
| 대한민국       | 68%    | 26%    | 6    | 42   |
| 가나           | 63%    | 16%    | 21   | 47   |

### 아시아

#### 네팔
대한민국과 네팔의 공식적인 교류는 1969년 5월 영사관계 수립에 합의하고 1969년 7월 영사협정을 체결하면서 시작되었다. 1972년 6월 대한민국이 먼저 네팔의 수도 카트만두에 주카트만두 총영사관을 설치하였고, 1974년 5월 15일에 정식으로 외교관계를 수립하여 총영사관이 대사관으로 승격되었다. 네팔에서는 2007년 3월 7일 서울에 주한 네팔 대사관을 설치하였다. 대한민국의 대(對)네팔 수출은 3056만USD, 네팔의 대(對)대한민국 수출은 536만USD(각 2023년 12월)에 달하여, 네팔은 대한민국에 있어서 제144위의 수출국이자 제144위의 수입국이다. 모두 599명(재외국민 599명, 시민권자 0명)의 한민족들이 네팔에 거주(2022년 12월 기준)하고 있다.

#### 동티모르
동티모르와는 동티모르가 독립한 직후 2002년 5월 20일에 외교관계를 수립하였다. 1999년에 파견된 상록수 부대는 치안유지 및 인도적 구호활동 등 부여된 임무뿌만 아니라 태권도와 새마을운동을 전파하였고, 4년의 기간 동안 총 148회에 걸쳐 대민지원과 구호활동을 전개하여 의류 4만여 점, 학용품 4만 5천여 점, 체육기구 2,300여 점, 생필품 6만여 점을 주민들에게 제공하였다. 2002년 8월에는 수도 딜리에 주동티모르 한국대사관이 설립되었다. 서울에 주한 대사관이 개설되어 있다. 대한민국의 대(對)동티모르 수출은 285만USD, 동티모르의 대(對)대한민국 수출은 56만USD(각 2023년 12월)에 달하여, 동티모르는 대한민국에 있어서 제200위의 수출국이자 제179위의 수입국이다. 모두 137명(재외국민 135명, 시민권자 2명)의 한민족들이 동티모르에 거주(2022년 12월 기준)하고 있다.

#### 라오스
라오스는 1974년 수교하였으나 1975년 라오스에 공산정권이 수립되면서 단교하다가 1995년 10월 25일에 정상화되었다. 라오스는 1988년 서울올림픽 때 선수 및 임원단을 파견하였다. 비엔티안에 대한민국 대사관이 개설되어 있다. 서울에 주한 대사관이 개설되어 있다. 대한민국의 대(對)라오스 수출은 1억119만USD, 라오스의 대(對)대한민국 수출은 9289만USD(각 2023년 12월)에 달하여, 라오스는 대한민국에 있어서 제109위의 수출국이자 제95위의 수입국이다. 모두 3,291명(재외국민 3,290명, 시민권자 1명)의 한민족들이 라오스에 거주(2022년 12월 기준)하고 있다.

#### 레바논
레바논은 남북 동시수교국이지만 종파에 따라 정치적인 입장이 매우 상반된 나라이다. 우경성향의 그리스도파는 남한에 호의적인 관계를 보이고 있으며 좌경성향의 이슬람파는 북한에 호의적인 관계를 보여서 사실상 등거리 외교노선을 걷고있다. 수교일은 1981년 2월 12일 베이루트에 대사관(대 시리아 외교업무 겸임)이 개설되어 있다. 서울에 주한 대사관이 개설되어 있다. 대한민국의 대(對)레바논 수출은 8955만USD, 레바논의 대(對)대한민국 수출은 3308만USD(각 2023년 12월)에 달하여, 레바논은 대한민국에 있어서 제112위의 수출국이자 제119위의 수입국이다. 모두 214명(재외국민 214명, 시민권자 0명)의 한민족들이 레바논에 거주(2022년 12월 기준)하고 있다.

#### 말레이시아
대한민국과 말레이시아는 1960년 2월 23일에 수교하였다. 1962년 5월 쿠알라룸푸르에 주말레이시아 대한민국 대사관이, 1964년 4월에는 서울에 주한 말레이시아 대사관이 개설되었다. 대한민국의 대(對)말레이시아 수출은 97억6008만USD, 말레이시아의 대(對)대한민국 수출은 152억3714만USD(각 2023년 12월)에 달하여, 말레이시아는 대한민국에 있어서 제12위의 수출국이자 제10위의 수입국이다. 모두 13,152명(재외국민 13,117명, 시민권자 35명)의 한민족들이 말레이시아에 거주(2022년 12월 기준)하고 있다. 말레이시아의 전 총리  마하티르 빈 모하맛는 "국가 경제의 발전을 위하여 일본과 대한민국으로부터 배우자"는 소위, 향동학습정책(向東學習政策, Look East Policy)을 펼쳤다. 이 정책의 일환으로 말레이시아 정부는 장학생을 대한민국에 있는 대학으로 보내고 있다.

#### 몰디브
몰디브는 대한민국과 1967년 11월 30일 수교하였다. 그 이후로 양국은 문화협정(1984.10), 경제기술협정(1984.10), 항공협정(1990.6)을 체결하였다. 몰디브를 방문하는 한국 관광객은 연간 21,000명(2007년 기준)에 이른다. 주 스리랑카 대한민국 대사관이 겸임하고 있다. 대한민국의 대(對)몰디브 수출은 1030만USD, 몰디브의 대(對)대한민국 수출은 6만7931USD(각 2023년 12월)에 달하여, 몰디브는 대한민국에 있어서 제176위의 수출국이자 제203위의 수입국이다. 모두 43명(재외국민 43명, 시민권자 0명)의 한민족들이 몰디브에 거주(2022년 12월 기준)하고 있다.

#### 몽골
몽골은 현재 남북한 동시수교국이다. 양국은 1990년 3월 26일에 수교하였다. 대한민국의 대(對)몽골 수출은 4억7644만USD, 몽골의 대(對)대한민국 수출은 6279만USD(각 2023년 12월)에 달하여, 몽골은 대한민국에 있어서 제69위의 수출국이자 제105위의 수입국이다. 모두 1,786명(재외국민 1,786명, 시민권자 0명)의 한민족들이 몽골에 거주(2022년 12월 기준)하고 있다.

#### 미얀마
1961년 8월 영사관계를 수립하고, 1962년 9월에 양곤에 총영사관을 개설한 뒤, 1975년 5월 16일 외교관계를 수립하고 총영사관을 대사관으로 승격하였다. 1975년 10월 초대 주버마 대한민국 대사 안진생이 신임장을 제정하였고, 같은 달, 일본에 상주하고 주일 버마 대사를 겸하는 초대 주한 버마 대사 U Thaung Lwin이 신임장을 제정하였다. 1989년 3월에 서울에 주한 버마 대사관이 개설되었다. 1989년 4월에 초대 주한 버마 대사 Aye Kyin이 신임장을 제정하였다. 대한민국의 대(對)미얀마 수출은 6억9772만USD, 미얀마의 대(對)대한민국 수출은 5억4205만USD(각 2023년 12월)에 달하여, 미얀마는 대한민국에 있어서 제59위의 수출국이자 제63위의 수입국이다. 모두 1,516명(재외국민 1,516명, 시민권자 0명)의 한민족들이 미얀마에 거주(2022년 12월 기준)하고 있다.

#### 바레인
1971년 대한민국은 바레인을 승인하고 양국 간의 수교 교섭을 벌었다. 마침내 1976년 4월 13일, 양국간의 대사급 외교관계수립이 합의되었다. 수도 마나마에 현지공관을 두었으나 이후 철수 및 폐쇄하여 주사우디아라비아 대사관이 겸직하고 있다. 한국의 대(對)바레인 수출은 2002년부터 2009년까지 연평균 24.4%의 높은 증가율을 보였다. 2009년의 경우 바레인 경기침체 영향으로 한국의 주력 수출품목인 승용차 및 화물차와 합성수지 수출이 크게 감소하였으나 2011년 12월말까지 전 품목이 수출 호조를 보이고 있다. 대한민국의 대(對)바레인 수출은 1억5383만USD, 바레인의 대(對)대한민국 수출은 4억9942만USD(각 2023년 12월)에 달하여, 바레인은 대한민국에 있어서 제99위의 수출국이자 제64위의 수입국이다. 모두 234명(재외국민 222명, 시민권자 12명)의 한민족들이 바레인에 거주(2022년 12월 기준)하고 있다.

#### 방글라데시
방글라데시는 동시수교국이다. 방글라데시가 파키스탄으로부터 독립한 뒤, 1972년 5월 12일 대한민국은 방글라데시를 승인했고, 1973년 7월 20일 양국 간의 무역협정이 체결되었으며, 9월 13일에는 영사관계를 맺었다. 그리고, 1973년 12월 18일 양국은 대사급 정식 외교관계를 수립하였다. 다카에 대한민국 대사관이 개설되어 있다.  서울에 주한 대사관이 개설되어 있다. 대한민국의 대(對)방글라데시 수출은 16억2599만USD, 방글라데시의 대(對)대한민국 수출은 6억4887만USD(각 2023년 12월)에 달하여, 방글라데시는 대한민국에 있어서 제38위의 수출국이자 제60위의 수입국이다. 모두 1,904명(재외국민 1,904명, 시민권자 0명)의 한민족들이 방글라데시에 거주(2022년 12월 기준)하고 있다.

#### 베트남
한국과 베트남의 관계는 13세기에 베트남의 왕족이 고려에 귀화한 것으로 시작된다. 베트남 전쟁 당시, 대한민국은 미국의 요청으로 남베트남 진영으로 전쟁에 참여하여 많은 사상자가 발생하였고 민간인 학살이 자행되기도 하였으며, 여전히 고엽제 피행 등 후유증을 안고 있다. 1992년 12월 22일 대한민국과 베트남의 외교관계가 성립된 이후 대한민국의 여러 대통령들이 베트남을 방문하였으며, 베트남 전쟁에 대한 사과를 표명하였다. 베트남은 대한민국을 모델로 한 경제개발을 추구하고 있어서, 베트남과 대한민국 간에 활발한 경제적 협력이 이루어지고 있다. 대한민국의 대(對)베트남 수출은 534억7953만USD, 베트남의 대(對)대한민국 수출은 259억4178만USD(각 2023년 12월)에 달하여, 베트남은 대한민국에 있어서 제3위의 수출국이자 제6위의 수입국이다. 하노이 에는 대한민국 대사관이, 호찌민 시에는 총영사관이 개설되어 있다. 서울에 주한 대사관이 개설되어 있다. 모두 178,122명(재외국민 178,122명, 시민권자 0명)의 한민족들이 베트남에 거주(2022년 12월 기준)하고 있다.

#### 부탄
부탄과는 1987년 9월 24일에 수교하였다. 주 인도 대사관이 겸임하였다가, 주 방글라데시 부탄 대사관이 주한 부탄 대사관을 겸임하고 있다. 대한민국의 대(對)부탄 수출은 446만USD, 부탄의 대(對)대한민국 수출은 298만USD(각 2023년 12월)에 달하여, 부탄은 대한민국에 있어서 제189위의 수출국이자 제156위의 수입국이다. 모두 6명(재외국민 6명, 시민권자 0명)의 한민족들이 부탄에 거주(2022년 12월 기준)하고 있다.

#### 브루나이
브루나이는 1984년 1월 1일에 공식 수교하였으며 국제사회에서 대한민국의 입장을 지지해왔다. 반다르스리브가완에 대한민국 대사관이 개설되어 있다. 서울에 주한 대사관이 개설되어 있다. 대한민국의 대(對)브루나이 수출은 6025만USD, 브루나이의 대(對)대한민국 수출은 4억563만USD(각 2023년 12월)에 달하여, 브루나이는 대한민국에 있어서 제123위의 수출국이자 제69위의 수입국이다. 모두 156명(재외국민 152명, 시민권자 4명)의 한민족들이 브루나이에 거주(2022년 12월 기준)하고 있다.

#### 사우디아라비아
사우디아라비아는 대한민국과 1962년 10월 16일에 수교하여 한국의 근로자들이 사우디아라비아에 파견되었으며 축구 리그인 사우디 프로페셔널리그에 설기현, 이영표 등 13명의 선수가 활약하였거나 현재 뛰고 있는 중이고, 현재는 김승규, 정우영이 각각 알샤바브 FC와 알칼리지 FC에서 활약하고 있다. 리야드에 대사관(주 바레인 대사관 겸임)이, 지다에 총영사관이 개설되어 있으며, 서울에 주한 대사관이 개설되어 있다. 대한민국의 대(對)사우디 아라비아 수출은 53억2470만USD, 사우디 아라비아의 대(對)대한민국 수출은 327억6255만USD(각 2023년 12월)에 달하여, 사우디 아라비아는 대한민국에 있어서 제25위의 수출국이자 제5위의 수입국이다. 모두 2,098명(재외국민 2,077명, 시민권자 21명)의 한민족들이 사우디아라비아에 거주(2022년 12월 기준)하고 있다.

#### 스리랑카
대한민국은 1972년 10월 9일 주(駐)스리랑카 통상대표부를 개설했으며, 1977년 11월 14일 공식적인 외교관계를 수립한 이후 양국관계는 발전되어 왔다. 1978년 1월에 한국-스리랑카 항공협정을 체결하였고, 1978년 3월에 관민 경제기술협력단이 스리랑카를 방문해 투자보장협정을 체결하고 경제협력 확대에 합의하였다. 1980년 3월 28일에는 외무부 장관의 스리랑카 방문으로 투자보호협정을 체결해 상호경제협력강화에 합의하였으며, 1984년 이중과세방지협정과 무역협정을 체결하였다. 1994년 과학기술협력협정을 체결하였다. 스리랑카는 비동맹 중립노선 표방으로 남북한문제에 대해 중립적인 태도를 유지하고 있으나, 국제무대에서 대한민국에 대해 협조적인 태도를 보여주었다. 대한민국의 대(對)스리랑카 수출은 2억1067만USD, 스리랑카의 대(對)대한민국 수출은 1억1849만USD(각 2023년 12월)에 달하여, 스리랑카는 대한민국에 있어서 제87위의 수출국이자 제89위의 수입국이다. 2005년 기준으로 많은 스리랑카인들이 한국에서 일하고 있으며, 모두 397명(재외국민 397명, 시민권자 0명)의 한민족들이 스리랑카에 거주(2022년 12월 기준)하고 있다. 수도인 콜롬보에 한국 대사관(주 몰디브 대사관을 겸임한다)과 KOICA 사무소가 있다.

#### 시리아
주 레바논 대사관이 대 시리아 외교업무를 관할한다. 대한민국의 대(對)시리아 수출은 1655만USD, 시리아의 대(對)대한민국 수출은 24만9343USD(각 2023년 12월)에 달하여, 시리아는 대한민국에 있어서 제162위의 수출국이자 제190위의 수입국이다. 모두 162명(재외국민 162명, 시민권자 0명)의 한민족들이 시리아에 거주(2010년 12월 기준)하고 있었으나 현재는 내전으로 전원 철수한 상태이다.(2024년 3월 기준) 대한민국은 2025년 3월 시리아와 수교에 합의하였다.

#### 싱가포르
싱가포르와 대한민국 사이에는 1970년 12월 싱가포르에 통상경제대표부를 개설한 이래로 이 대표부가 1971년 7월 총영사관으로 승격되었고, 1972년에 양국간 항공협정을 체결하였으며, 1975년 8월 8일 정식으로 대사관계가 수립되었다. 싱가포르 시에 대한민국 대사관이 개설되어 있다. 서울에 주한 대사관이 개설되어 있다. 1979년 11월에는 이중과세방지협정이 체결되었다. 2005년 8월 한국과 싱가포르는 자유무역협정을 체결했다. 1999년 고촉통 총리의 제안으로 논의가 시작되어 2006년 3월 2일부터 발효되었다. 이 협정은 국제적 비즈니스 거점과의 전략적 연계로 경쟁력을 강화하고 동북아와 동남아 허브를 연결하기 위해 추진되었다. 또한 양국 간 무역 및 투자를 확대하고 한국 기업의 동남아 진출 기반을 강화하는 효과도 있다. 특히 건설업계의 교류가 활발한데 싱가포르의 창이국제공항을 비롯한 많은 주요 건물을 한국 건설업체가 건설하였다.
양국은 서로 15위권 내의 교역 상대국이며, 주로 전자전기제품, 기계류가 수출입 품목이며, 특히 1998년 외환위기 이후 한국에의 투자가 많이 이루어졌다. 2000년에 정점을 이루다가 줄어들었으나 현재는 다시 늘어나는 추세이다. 대한민국의 대(對)싱가포르 수출은 187억5199만USD, 싱가포르의 대(對)대한민국 수출은 111억7860만USD(각 2023년 12월)에 달하여, 싱가포르는 대한민국에 있어서 제7위의 수출국이자 제13위의 수입국이다.
특히 싱가포르 투자청(GIC, Government of Singapore Investment Corporation)은 1999년 잠실 시그마타워, 2000년에는 프라임타워, 서울파이낸스타워, 무교빌딩, 코오롱빌딩 등의 대형 부동산을 매입했으며, 2005년에는 서울 역삼동의 스타타워빌딩을 매입하였다. 이러한 한국의 부동산 투자과정에서 탈루 논란에 휩싸이기도 했다. 모두 21,203명(재외국민 20,437명, 시민권자 766명)의 한민족들이 싱가포르에 거주(2022년 12월 기준)하고 있다.
| 서울/인천 \|\| align=center\|ICN \|\| align=center\|RKSI \|\| 인천 | ○대한항공(1개) : 싱가포르 ○아시아나항공(1개): 싱가포르 |

#### 아랍에미리트
아랍에미리트와 한국은 1980년 6월 18일에 대한민국과 정식으로 수교하였다. 아부다비에 대사관이, 두바이에 총영사관이 각각 개설되어 있다. 서울에 주한 대사관이 개설되어 있다. 대한민국의 대(對)아랍에미리트 수출은 44억3206만USD, 아랍에미리트의 대(對)대한민국 수출은 164억2276만USD(각 2023년 12월)에 달하여, 아랍에미리트는 대한민국에 있어서 제28위의 수출국이자 제9위의 수입국이다. 2009년 12월 27일 대한민국에게 원자력발전소를 발주했다. 모두 9,227명(재외국민 9,227명, 시민권자 0명)의 한민족들이 아랍에미리트에 거주(2022년 12월 기준)하고 있다.
| 서울/인천 \|\| align=center\|ICN \|\| align=center\|RKSI \|\| 인천 | ○대한항공(1개) : 두바이 ○아시아나항공(1개): 아부다비 |

#### 아르메니아
아르메니아와 대한민국은 1992년 2월 21일에 수교하였다. 주 러시아 한국대사관이 겸임하고 있다. 주중국 아르메니아 대사관이 주한 대사관을 겸하고 있다. 대한민국의 대(對)아르메니아 수출은 3556만USD, 아르메니아의 대(對)대한민국 수출은 9683만USD(각 2023년 12월)에 달하여, 아르메니아는 대한민국에 있어서 제140위의 수출국이자 제92위의 수입국이다. 모두 418명(재외국민 68명, 시민권자 350명)의 한민족들이 아르메니아에 거주(2022년 12월 기준)하고 있다.

#### 아제르바이잔
아제르바이잔과 대한민국은 1992년 3월 23일 수교하였다. 바쿠에 대한민국 대사관이 개설되어 있다. 서울에 주한 대사관이 개설되어 있다. 대한민국의 대(對)아제르바이잔 수출은 2억4384만USD, 아제르바이잔의 대(對)대한민국 수출은 297만USD(각 2023년 12월)에 달하여, 아제르바이잔은 대한민국에 있어서 제85위의 수출국이자 제157위의 수입국이다. 모두 162명(재외국민 156명, 시민권자 6명)의 한민족들이 아제르바이잔에 거주(2022년 12월 기준)하고 있다.

#### 아프가니스탄
대한민국과는 1973년 12월에 수교하였으나 1978년 공산주의 정권 수립과 동시에 단교되었다가, 2002년 1월에 탈레반 정권 붕괴 이후 과도정부 수립과 함께 국교정상화되었다. 동년 9월에 대사관도 재개설하였다. 대한민국은 항구적 자유 작전의 일부인 아프가니스탄 전쟁당시 아프가니스탄에 군사를 파병하였다. 2007년 2월 27일 폭탄 테러로 한국군 장병 1명이 사망했고, 같은 해인 2007년 7월 19일에 가즈니주 카라바그 부근에서 독일인과 한국인 봉사단 23명이 탈레반에 의해 납치되어 한국인 2명 (목사 1명, 봉사자 1명)이 살해 되었다. 결국 협상의 타결로 나머지 일행들은 석방되었다. 그 이후 본국의 불안한 치안상황 등 여러 정황에 따라 국민의 신변안전을 위해, 대한민국 정부는 허가없이 아프가니스탄으로 입국하는 것을 엄금하고 있다. 카불에 대한민국 대사관이 개설되어 있다. 서울에 주한 대사관이 개설되어 있다. 대한민국의 대(對)아프가니스탄 수출은 2508만USD, 아프가니스탄의 대(對)대한민국 수출은 104만USD(각 2023년 12월)에 달하여, 아프가니스탄은 대한민국에 있어서 제147위의 수출국이자 제170위의 수입국이다. 모두 6명(재외국민 6명, 시민권자 0명)의 한민족들이 아프가니스탄에 거주(2022년 12월 기준)하고 있다.

#### 오만
오만은 남북한 동시수교국이며 1974년 3월 28일 대한민국과 외교관계를 수립하였다. 대한민국은 1976년에 무스카트에 대사관을 두었으며 항공, 문화협정을 체결하였다. 서울에 주한 대사관이 개설되어 있다. 대한민국의 대(對)오만 수출은 5억319만USD, 오만의 대(對)대한민국 수출은 53억6527만USD(각 2023년 12월)에 달하여, 오만은 대한민국에 있어서 제68위의 수출국이자 제26위의 수입국이다. 모두 242명(재외국민 241명, 시민권자 1명)의 한민족들이 오만에 거주(2022년 12월 기준)하고 있다.

#### 예멘
예멘은 분단국가 시절 아랍문화 성향이 강했던 예멘 아랍 공화국(북예멘)은 1985년 8월 22일에 대한민국과 수교하였고, 공산주의 성향이 강했던 예멘 인민 민주 공화국(남예멘)은 1990년 5월 17일에 대한민국과 수교하였다. 대한민국은 예멘 현지에 공관을 두었으나 한때 철수하여 주 사우디아라비아 대사관이 겸임하였다가 2008년 수도 사나에 대사관을 재개설하였다. 대한민국의 대(對)예멘 수출은 6899만USD, 예멘의 대(對)대한민국 수출은 3646만USD(각 2023년 12월)에 달하여, 예멘은 대한민국에 있어서 제118위의 수출국이자 제118위의 수입국이다. 모두 2명(재외국민 2명, 시민권자 0명)의 한민족들이 예멘에 거주(2022년 12월 기준)하고 있다.

#### 요르단
요르단은 1962년 7월 26일에 대한민국과 수교하였다.암만에 대한민국 대사관을 두고 있다. 수교 이후 양국은 1972년 11월 29일무역협정, 1977년 10월 26일 문화협정, 1977년 10월 26일 경제,기술협력 협정, 1978년 5월 14일 항공협정,  2002년 7월 투자보장협정 가서명, 2002년 11월 이중과세방지협정 가서명, 2004년  4월, 2004-2006년간 문화교류 시행계획서 서명, 2004년 7월 24일  한-요 이중과세방지협정 및 투자보장협정 서명,  2005년 1월 27일 관광협정 서명,  2006년 3월 KOICA 봉사단 파견협정, 2008년 12월 원자력협력협정을 체결하였다. 대한민국의 대(對)요르단 수출은 7억5880만USD, 요르단의 대(對)대한민국 수출은 6265만USD(각 2023년 12월)에 달하여, 요르단은 대한민국에 있어서 제58위의 수출국이자 제106위의 수입국이다. 모두 345명(재외국민 345명, 시민권자 0명)의 한민족들이 요르단에 거주(2022년 12월 기준)하고 있다.

#### 우즈베키스탄
우즈베키스탄과 대한민국은 1992년 1월 29일 수교하였다. 수교 이래 우즈베키스탄의 이슬람 카리모프 대통령이 세 차례 한국을 방문하고, 김영삼 대통령이 한 차례 우즈베키스탄을 방문하였다. 타슈켄트에 대한민국 대사관이 개설되어 있다.  서울에 주한 대사관이 개설되어 있다. 대한민국의 대(對)우즈베키스탄 수출은 23억6987만USD, 우즈베키스탄의 대(對)대한민국 수출은 9030만USD(각 2023년 12월)에 달하여, 우즈베키스탄은 대한민국에 있어서 제35위의 수출국이자 제96위의 수입국이다. 모두 174,490명(재외국민 1,935명, 시민권자 172,555명)의 한민족들이 우즈베키스탄에 거주(2022년 12월 기준)하고 있다.
| 서울/인천 \|\| align=center\|ICN \|\| align=center\|RKSI \|\| 인천 | ○대한항공(1개) : 타슈겐트           |
| 서울/인천 \|\| align=center\|ICN \|\| align=center\|RKSI \|\| 인천 | ○아시아나항공(1개) : 타슈겐트       |
| 서울/인천 \|\| align=center\|ICN \|\| align=center\|RKSI \|\| 인천 | ○우즈베키스탄항공(1개) : 서울(인천) |

#### 이라크
이라크와 대한민국은 사담 후세인 집권시절인 1989년 7월 9일에 외교관계를 맺었으나 1994년 바그다드에 주재공관이 폐쇄 및 철수되었다가 2003년 재개설하였으며 사담 후세인 정권 붕괴 이후에도 외교관계를 유지하고 있다. 서울에 주한 대사관이 개설되어 있다.  2004년 한국군 자이툰부대가 파병되어 주둔하고 있다. 최근 이라크에서 이슬람 계열 무장단체에 의한 한인 피랍 사건이 발생한 후, 대한민국 정부는 아프가니스탄, 소말리아, 우크라이나, 수단 등과 함께 이라크를 여행금지국으로 지정하였다. (이라크는 첫 번째 여행금지국이다.) 대한민국의 대(對)이라크 수출은 11억9597만USD, 이라크의 대(對)대한민국 수출은 78억9927만USD(각 2023년 12월)에 달하여, 이라크는 대한민국에 있어서 제43위의 수출국이자 제19위의 수입국이다. 1999년 당시에는 이라크에 8명의 한국 교민이 살고 있었고, 현재는 모두 934명(재외국민 934명, 시민권자 0명)의 한민족들이 이라크에 거주(2022년 12월 기준)하고 있다.

#### 이란
이란은 남북한 동시 수교국으로 한반도 문제에서는 등거리외교를 원칙으로 삼아왔다. 이란은 대한민국과 교역을 시작한 중동 국가 중 최초의 나라이고, 대한민국이 처음으로 중동 건설에 진출한 나라이기도 하다. 1961년 8월 대한민국의 중동친선사절단이 이란을 방문한 이래 양국은 1962년 10월 23일 수교하였다. 1967년 4월에 주이란 한국대사관이 설치되면서 대한민국과 이란과의 우호관계는 긴밀해 졌다. 1971년 10월 이란 건국 2,500주년 기념식에 김종필 총리가 대통령특사로 참석하였으며 그후 국회의장을 비롯하여 수차례에 걸친 특사 및 사절단이 상호방문 함으로써 양국간의 관계는 더욱 견고해졌을 뿐만 아니라 중동국가중에서도 비교적 대한민국의 대(對)UN정책을 지지해 온 우방국가이다.[2][3]서울 에 주한 대사관이 개설되어 있다. 대한민국의 대(對)이란 수출은 1억8331만USD, 이란의 대(對)대한민국 수출은 372만USD(각 2023년 12월)에 달하여, 이란은 대한민국에 있어서 제96위의 수출국이자 제152위의 수입국이다. 모두 167명(재외국민 150명, 시민권자 17명)의 한민족들이 이란에 거주(2022년 12월 기준)하고 있다. 서울에 테헤란로가 있고 테헤란에 서울로(路)가 있기도 하다.[4]

#### 이스라엘
이스라엘과 대한민국은 1962년 4월 9일 수교하여 우호적인 관계를 유지하였다. 1962년 5월 7일경, 이스라엘은 주일 이스라엘 대사 다니엘 레빈을 한국 대사직(비주재)에 겸임하도록 임명하였다. 그러나 대한민국이 원유 수급과 건설시장 확보를 위하여 아랍 국가와의 관계를 강화하자, 관계가 위축되었다. 이스라엘은 1978년 주한 대사관을 폐쇄하고, 주일 대사관에서 대한민국 관련 업무를 담당하도록 하여 양국의 관계는 다소 소원해졌다. 그러나 1980년대 이후 관계 개선의 필요성이 커져, 양국은 1992년과 1993년 텔아비브와 서울에 상주 대사관을 각각 재개설하였고, 다시 우호적인 관계가 유지되고 있다.  대한민국의 대(對)이스라엘 수출은 18억2409만USD, 이스라엘의 대(對)대한민국 수출은 16억3만USD(각 2021년 12월)에 달하여, 이스라엘은 대한민국에 있어서 제39위의 수출국이자 제42위의 수입국이다. 이스라엘은 한일분쟁요소인 독도 문제나 일본군 위안부 문제도 대부분 대한민국 편을 들어주고 한국전쟁 때 의료지원을 파병할 정도 친한적인 국가여서 다른 나라들에 비해 관계가 가장 우호적이다. 모두 572명(재외국민 550명, 시민권자 22명)의 한민족들이 이스라엘에 거주(2022년 12월 기준)하고 있다.
| 서울/인천 \|\| align=center\|ICN \|\| align=center\|RKSI \|\| 인천 | ○대한항공(1개) : 텔아비브 |

#### 인도
인도는 남북간 동시수교국으로, 한국과는 1962년 3월 영사관계를 수립한 이후 1973년 12월 10일 대사급 외교관계 수립에 합의했다. 인도는 국제무대에서 한반도 문제에 중립적인 태도를 취하고 있는 한편 경제문제 등에서 한국과의 관계 증진에 힘쓰고 있다. 양국간에는 1974년 8월 맺은 무역협정을 시작으로 문화협정(1974년 8월)과 과학기술협력협정(1976년 3월)이 체결되었다. 뉴델리에 대한민국 대사관(주 부탄 대사관도 겸임)이, 뭄바이에 총영사관이 개설되어 있다. 서울에 주한 대사관이 개설되어 있다. 교역량이 점차 증가추세에 있어 1996년 대한수입액 11억 7,697만 달러, 대한수출액 9억 7,572만 달러였다가 현재는 대한민국의 대(對)인도 수출은 156억326만USD, 인도의 대(對)대한민국 수출은 80억5603만USD(각 2021년 12월)에 달하여, 인도는 대한민국에 있어서 제7위의 수출국이자 제16위의 수입국이다. 모두 11,360명(재외국민 11,359명, 시민권자 1명)의 한민족들이 인도에 거주(2022년 12월 기준)하고 있다.
| 서울/인천 \|\| align=center\|ICN \|\| align=center\|RKSI \|\| 인천 | ○대한항공(1개) : 뭄바이 ○아시아나항공(1개): 델리 |  |
| 서울/인천 \|\| align=center\|ICN \|\| align=center\|RKSI \|\| 인천 | 에어인디아(1개): 서울(인천)                      |  |

#### 인도네시아
인도네시아와 한국은 1973년 9월 17일:482에 수교하였다. 이명박 대통령은 수실로 밤방 유도요노 대통령을 만나 자국의 방위산업을 대한민국과 협력한다고 말하였다. 자카르타에 대한민국 대사관이 개설되어 있다. 서울에 주한 대사관이 개설되어 있다. 대한민국의 대(對)인도네시아 수출은 85억5034만USD, 인도네시아의 대(對)대한민국 수출은 107억2510만USD(각 2021년 12월)에 달하여, 인도네시아는 대한민국에 있어서 제15위의 수출국이자 제11위의 수입국이다. 모두 25,153명(재외국민 24,310명, 시민권자 843명)의 한민족들이 인도네시아에 거주(2022년 12월 기준)하고 있다. 인도네시아 내의 한민족 사회는 한국과 인도네시아 양국 간 수교 훨씬 이전부터 형성되어 오다가, 1973년 상주대사관 설치 후 동포사회의 규모가 점점 확대되면서, 2010년 기준으로 인도네시아 내에서 화교 사회에 이어 제2위의 외국인 커뮤니티로 성장했다. 처음 한국인들의 인도네시아 진출계기는 인도네시아에 풍부한 원목개발 및 수입, 선교활동, 유전개발 참여 및 건설공사 참여, 장학 프로그램에 의한 현지유학 등이었다.
| 서울/인천 \|\| align=center\|ICN \|\| align=center\|RKSI \|\| 인천 | ○대한항공(2개) : 덴파사르(발리), 자카르타(수카르노 하타)     |
| 서울/인천 \|\| align=center\|ICN \|\| align=center\|RKSI \|\| 인천 | ○아시아나항공(2개) : 덴파사르(발리), 자카르타(수카르노 하타) |
| 서울/인천 \|\| align=center\|ICN \|\| align=center\|RKSI \|\| 인천 | ○가루다인도네시아(2개) : 서울(인천)                          |

#### 중화민국
대한민국은 아시아에서 대만의 최후 수교국이었다. 중화민국과 대한민국은 반공산주의 운동과 관련한 냉전 시기 협력관계를 유지하였고, 둘 다 일제의 직접적인 침략 경험을 가지고 분단국가로서 국토수복의 열망을 공유하는 등 역사적 배경이 비슷하다. 양국은 1948년 8월 13일에 공식 수교하였고, 한국 전쟁 때, 중화인민공화국은 중공군을 파병하는 등 적극적으로 조선민주주의인민공화국을 원조하였고, 중화민국도 대한민국을 원조하였다. 냉전 기간에 양국은 강력한 동맹국으로써 혈맹을 강조하는 우방이었다. 국부천대 이후부터 1988년까지 대한민국은 중국에 대해, 대륙의 중화인민공화국을 중공(中共)이라 칭하고 중화민국을 자유 중국(自由中國) 또는 중국(中國)으로 구별하였다. 그동안 수교관계를 오랫동안 유지하였으나 1992년 대한민국이 중화인민공화국과 국교를 수립하기로 결정하면서 8월 23일 단교되었고, 1993년에 각각 서울과 타이베이에 대표부를 개설하였다. 대한민국의 대(對)대만 수출은 2021년 12월 기준 242억 8527만 미국 달러, 대만의 대(對)대한민국 수출은 234억 8581만 미국 달러에 달하여, 대만은 대한민국에 있어서 제6위의 수출국이자 제7위의 수입국이다. 모두 5,392명 (재외국민 4,871명, 시민권자 521명)의 한민족이 대만에 거주(2022년 12월 기준)하고 있다. 2010년대년부터 대만과 한국의 관계는 더욱 가까워졌고, 케이팝, 한국 드라마, 한국 영화 등 한국 문화는 대만에서 매우 인기가 높으며 대만 사람들도 이를 매우 좋아한다. 한국과 대만을 오가는 관광객 수가 계속해서 크게 늘어나고 있다. 수도 타이베이시는 서울시의 첫 번째 자매도시이다.

#### 조선민주주의인민공화국
대한민국은 기본적으로 조선민주주의인민공화국을 승인하지 않으며, 1950년 한국 전쟁 이후 조선민주주의인민공화국과 전보다 적대적인 관계가 심화되었다. 그러나 공식적으로는 1972년 7·4 남북 공동 성명을 시작으로 남북간 대화가 시작되며, 2000년 6·15 남북 공동선언과 이산가족 상봉, 금강산 관광과 개성공단사업 등이 성사되기에 이르렀다. 하지만 그런 와중에도 남북간에 KAL 858기 폭파, 아웅산묘역 테러, 연평해전과 대청해전 등 적대적 대립관계를 유지해왔다. 그리고 갑작스러운 북측의 핵 실험 문제는 주변국은 물론 남북간의 화해분위기에도 찬물을 끼얹었다. 이에 노무현 정부는 북한과 대화를 시도하려 했다. 2007년 8월, 남북은 제2차 남북정상회담을 평양에서 열기로 합의했으나 북한의 수해로 인해 10월로 연기되어 2007년 남북정상회담을 개최했다. 2008년 집권한 이명박 정부는 북한에 대해 비교적 냉정한 관계를 유지하고 있으며, 금강산 관광객 피격 사망 사건이나 북한의 은하 2호 로켓 발사 등의 사건을 겪으면서 악화된 상황이다. 그러다가 현정은 현대그룹 회장의 방북으로 억류되었던 개성공단 남측 직원이 석방되고, 김대중 전 대통령의 장례식 때 북한 고위급 인사들이 남측을 방문해 조문하였다. 이명박 대통령과 면담 시 남북정상회담을 언급하였던 적이 있었다. 그 뒤에 이명박 정부 출범 처음으로 이산가족상봉이 이루어졌으며 남북정상회담 가능성도 언급되었다. 하지만 2010년 3월 26일 발생한 천안함 침몰 사건 이후 남북관계는 다시 얼어붙었고, 연평도 포격으로 인해 남북관계는 더욱 악화일로에 치달았다.

#### 조지아
1992년 12월 14일에 수교하였다.  조지아는 대한민국 서울에 상주 공관을 2011년 8월 개설하였으며, 대한민국은 주 러시아 대사관에서 겸임하다 최근 주 우크라이나 대사관 겸임으로 바꿨다. 바쿠의 주 아제르바이잔 대사관이 조지아 대사관을 겸하고 있다. 모두 229명(재외국민 222명, 시민권자 7명)의 한민족들이 조지아에 거주(2022년 12월 기준)하고 있다.

#### 중화인민공화국
대한민국은 중화민국과의 관계를 고려하여 하나의 중국 원칙에 따라 이 나라와 수교하지 않았다. 중화인민공화국은 중국 공산당에 의해 성립된 지 1년도 되지 않아 조선민주주의인민공화국이 일으킨 한국 전쟁에 가담한 이유로 대한민국에서는 적성국으로 여겨지고 있었다. 당시 수교국인 중화민국과 구별하여 중공(中共)이라고 불렀다. 그러나 1992년 8월 24일에 정식으로 수교에 합의하면서, 하나의 중국 원칙에 따라 명실상부한 중국 정부로 대우하고 있으며, 기존의 중화민국과는 단교하게 되었다. 그러나 최근 사드 문제나 유커 문제, 또는 대북관계 문제, 그리고 코로나바이러스감염증-19 문제로 한중관계는 상당히 나쁘다. 모두 2,109,727명(재외국민 215,964명, 시민권자 1,893,763명)의 한민족들이 중화인민공화국에 거주(2022년 12월 기준)하고 있다.

#### 카자흐스탄
1992년 1월 28일에 수교하였다. 아스타나에 대한민국 대사관이, 알마티에 분관이 개설되어 있다. 서울에 주한 대사관이 개설되어 있다. 2006년 9월 25일 대한민국의 기업들이 카자흐스탄에서 도로, 철도, 공항, 항만을 세우는 건설 분야에서의 협력을 증진하기로 합의하였음을 한국의 추병직 건설교통부장관이 발표하였다. 이 발표에 따르면, 카자흐스탄의 누르술탄 나자르바예프 행정부는 4천km의 철도와 8천km의 고속도로를 오는 2015년까지 건설하여(Great Bridge 계획) 카스피 해 지역에 이르는 교통 인프라를 구축할 예정이다. 모두 121,130명(재외국민 1,588명, 시민권자 119,542명)의 한민족들이 카자흐스탄에 거주(2022년 12월 기준)하고 있다.
| 서울/인천 \|\| align=center\|ICN \|\| align=center\|RKSI \|\| 인천 | ○아시아나항공(1개): 알마티, 아스타나 |

#### 카타르
대한민국 정부는 1971년 9월 카타르가 독립하자마자 카타르를 승인, 1974년 4월 18일에 국교를 수립하였다. 도하에 카타르 대사관이 개설되어 있다. 서울에 주한 대사관이 개설되어 있다. 1976년부터 대한민국의 건설업체가 진출하였고, 양국은 1984년 4월 경제기술무역협력에 관한 협정, 1999년 4월에 투자보장협정, 외무부 간 협력 양해각서를 체결했다. 한국인은 대사관 가족을 포함해 모두 2,325명(재외국민 2,325명, 시민권자 0명)의 한민족들이 카타르에 거주(2022년 12월 기준)하고 있다.
| 서울/인천 \|\| align=center\|ICN \|\| align=center\|RKSI \|\| 인천 | ○아시아나항공(1개): 도하 |

#### 캄보디아
캄보디아는 1970년 3월 18일 노로돔 시아누크가 국가원수직에서 물러남에 따라 북한과의 기존의 외교관계를 단절하고 동년 8월에 한국과 외교 관계를 수립하였다. 1975년 크메르 루즈 집권 이후 한국과 단교되었고 1975년 북한과 재수교하였다. 노로돔 시아누크 국왕이 북한에 망명을 하면서 맺은 친교로 인해 북한에 우호적인 성향을 띠었지만,  민주주의와 입헌 군주제가 부활되고 1993년 훈센 총리가 집권을 하면서 대한민국을 오가면서 한국에 우호적인 성향 또한 많이 나타내었다. 한국과는 20여년간 관계가 단절되었다가, 1996년 주 캄보디아 대표부 설치 및 1997년 10월 30일 국교정상화를 통한 주 캄보디아 대사관 개설을 거쳐 현재에 이르고 있다.서울에 주한 대사관이 개설되어 있다. 모두 7,800명(재외국민 7,800명, 시민권자 0명)의 한민족들이 캄보디아에 거주(2022년 12월 기준)하고 있다. 2006년 세계문화엑스포를 11월 21일부터 한국과 공동으로 개최하였다. 이 엑스포에서 노무현 대통령도 참여를 하였으며, 앙드레 김의 특별 패션쇼를 개최하였다.
| 서울/인천 \|\| align=center\|ICN \|\| align=center\|RKSI \|\| 인천 | ○대한항공(2개) : 씨엠립, 프놈펜 ○아시아나항공(1개): 씨엠립(앙코르) |

#### 쿠웨이트
쿠웨이트는 대한민국과 1979년 6월 11일에 외교관계를 수립했으며 쿠웨이트시티에 대사관이 개설되어 있다. 서울에 주한 대사관이 개설되어 있다. 1988년 서울에서 열린 하계올림픽에는 선수 및 임원진을 서울 현지에 파견하여 참가하였고 1991년 걸프 전쟁에서는 대한민국군이 다국적군 자격으로 쿠웨이트 현지에 참전하였다. 대한민국의 대(對)쿠웨이트 수출은 3억4891만USD, 쿠웨이트의 대(對)대한민국 수출은 82억5395만USD(각 2021년 12월)에 달하여, 쿠웨이트는 대한민국에 있어서 제76위의 수출국이자 제15위의 수입국이다. 모두 532명(재외국민 521명, 시민권자 11명)의 한민족들이 쿠웨이트에 거주(2022년 12월 기준)하고 있다.

#### 키르기스스탄
키르기즈 공화국과 한국은 한소수교 이후인 1992년 1월 31일에 수교하였으며 1993년 대전 세계박람회에 CIS공동관 국가로 참여한 적이 있다. 비슈케크에 대한민국 대사관이 개설되어 있다. 모두 20,229명(재외국민 1,276명, 시민권자 18,953명)의 한민족들이 키르기스스탄에 거주(2022년 12월 기준)하고 있다.

#### 키프로스
한국은 1960년 키프로스(사이프러스)를 승인하였으며 1995년 12월 29일에 공식수교하였다. 아테네의 주 그리스 대사관이 주 키프로스 대사관을 겸하고 있으며, 현재 대한민국은 터키계 분단 정부인 북키프로스 문제에 관해서 (남)키프로스 공화국의 입장을 지지하고 있다. 모두 52명(재외국민 36명, 시민권자 16명)의 한민족들이 키프로스에 거주(2022년 12월 기준)하고 있다.

#### 타지키스탄
타지키스탄이 1991년 9월 9일 독립을 선언한 이후, 양국은 1992년 4월 27일에 수교하였다. 1994년 3월에 서건이 초대 대사가 부임하였다. 2008년 2월에 두샨베에 대한민국 대사관이 개설되었다. 모두 778명(재외국민 135명, 시민권자 643명)의 한민족들이 타지키스탄에 거주(2022년 12월 기준)하고 있다.

#### 태국
태국과 대한민국의 관계는 고려 말에서 조선 초인 14세기로 거슬러 올라간다. 1391년, 1393년 두 차례에 걸쳐 대한민국(당시 고려, 조선)에 교역사절단을 파견했다. 1394년에는 조선의 사절단이 태국을 방문했다. 그러나 해로에 나타나는 해적 때문에 교류가 중단되었다.
단절된 양국관계는 1950년 태국정부가 3,650명의 태국 젊은이들을 유엔군의 일부로써 한국전쟁에 파견해 대한민국을 지원함으로써 재개되었다. 태국 육군은 129명의 사상자와 1,139명의 부상자를 냈다. 전쟁이 끝난 후에도 대한민국에 1972년까지 주둔하였다. 1958년 10월 1일에 양국은 수교하였다. 방콕에 대한민국 대사관이 개설되어 있다. 서울에 주한 대사관이 개설되어 있다. 대한민국의 대(對)태국 수출은 85억2422만USD, 태국의 대(對)대한민국 수출은 70억1475만USD(각 2021년 12월)에 달하여, 태국은 대한민국에 있어서 제16위의 수출국이자 제20위의 수입국이다. 모두 20,353명(재외국민 20,288명, 시민권자 65명)의 한민족들이 태국에 거주(2022년 12월 기준)하고 있다.
태국을 방문하는 대한민국 국적 관광객이 70만명을 넘어서면서 양국간에 교류와 이해가 증진되고 있다. 태국은 대한민국-태국 비자면제협정에 의거, 관광 및 방문, 행사참여 등 영리 목적으로의 입국이 아닌 경우는 90일 무비자로 입국이 가능하다.

#### 튀르키예
터키는 1949년 8월 13일 대한민국을 공식적으로 승인하였고, 1950년 7월에 한국전 참전을 결정하였다. 터키는 한국 전쟁 시, 미국 다음으로 큰 규모로 파병하였고 희생자도 미군 다음으로 컸다. 한국과 터키는 1957년 3월 8일에 공식 수교하였고, 대한민국의 대(對)터키 수출은 70억2598만USD, 터키의 대(對)대한민국 수출은 12억3712만USD(각 2021년 12월)에 달하여, 터키는 대한민국에 있어서 제17위의 수출국이자 제45위의 수입국이다. 1980년대에 터키는 대한민국과 일본과 같은 동아시아의 경제 강국과 자동차나 고속 열차같은 운송 장비의 공동 생산에서 전자 제품, 가전 제품, 건설 자재, 군사 설비에 이르기까지 여러 산업 분야에서 점차 협력하기 시작하였다. 경제가 성장한 한국과의 경제협력 증진을 희망하고 있다. 모두 2,697명(재외국민 2,697명, 시민권자 0명)의 한민족들이 터키에 거주(2022년 12월 기준)하고 있다. 또한 터키와 대한민국은 형제의 나라라고 부르면서 서로의 동맹과 돈독한 우정을 중요시하고 있었으나 최근 한국 전쟁 때 터키 사병으로 대다수 참전한 터키 쿠르드족 학살문제로 국민 감정이 상당히 나빠졌다. 그러나 2020년대 들어서 터키 축구리그인 쉬페르리그 페네르바흐체 SK에 김민재가 입단하는 등, 문화교류 자체는 계속 이어지고 있다.

#### 투르크메니스탄
투르크메니스탄과 한국은 1992년 2월 7일 수교하였으며 1993년 대전 세계박람회에서 CIS(독립국가연합) 공동관 국가로 참여하였다. 아시가바트에 대한민국 대사관이 개설되어 있다. 모두 687명(재외국민 28명, 시민권자 659명)의 한민족들이 투르크메니스탄에 거주(2022년 12월 기준)하고 있다.

#### 파키스탄
파키스탄과 대한민국은 1968년 영사 관계를 맺고, 1983년 11월 7일에 공식 외교관계를 수립하였다. 양국은 이때 각각 오재희 주(駐) 파키스탄 총영사와 자베드 마수드 주한(駐韓) 파키스탄 총영사를 각각 대사대리로 임명하였다. 이슬라마바드에 대한민국 대사관이, 카라치에 분관이 개설되어 있다.  서울에 주한 대사관이 개설되어 있다. 모두 879명(재외국민 879명, 시민권자 0명)의 한민족들이 파키스탄에 거주(2022년 12월 기준)하고 있다.

#### 팔레스타인
공식적인 외교 관계는 없지만, 팔레스타인 라말라에 대한민국 대표 사무소가 개설되어 있다. 대한민국 측은 팔레스타인의 독립 국가 지위를 불인정하고 있다. 대한민국이 이스라엘과 대외관계가 상당히 우호적인 국가라서 팔레스타인과 대외관계는 상당히 나쁘다.

### 유럽
한국전쟁 이전까지 한국을 승인 지지한 서유럽 국가는 영국·프랑스 이외에 교황청(1949년 4월 13일), 네덜란드(1949년 7월 25일), 그리스(1949년 8월 4일), 벨기에(1949년 8월 15일), 룩셈부르크(1949년 8월 29일), 아이슬란드(1950년 2월 12일)이다. 대체로 한국과 서구제국과의 외교관계 약사는 두 시기로 구분해서 볼 수 있는데, 하나는 정부 수립에서 한국전쟁을 겪는 1960년대 이전의 초창기로 잡을 수 있고, 다음은 외교관계의 성장발전기라 할 수 있는 1960년대 이후라 할 수 있겠다. 그런데 구한말 이래 서구제국과의 관계에서 전통적 우호관계의 대표적인 국가는 영국과 프랑스였다. 영·불 양국은 한국전쟁에 임하여 참전 16개국 중의 하나로서 군사·경제지원 등을 통해서 한국에 대한 공헌이 지대했을 뿐 아니라, 유엔을 비롯한 기타 많은 국제기구에서의 활동을 통해서 한국의 지위향상·보전 및 우호증진을 위해 많은 노력을 계속한 나라들이다. 영·불 양국은 한국의 대서구제국 관계사에서 중추적인 존재이며, 적어도 전통적으로 대서구 외교전개의 2대 거점국이라 할 수 있고, 동시에 우방국임을 말해주고 있다.
한국이 서구제국과 정식 외교관계를 맺은 연차별 순위를 보면 영국·프랑스(1949년), 스페인(1950년), 서독(1955년), 이탈리아(1956년), 덴마크·노르웨이·스웨덴(1959년), 벨기에·그리스·네덜란드·포르투갈(1961년), 아이슬란드·스위스·룩셈부르크(1962년)과 오스트리아·바티칸 시국(1963년), 몰타(1965년), 핀란드(1973년), 아일랜드(1983년)의 순이다.  1989년 동구권 국가로는 최초로 헝가리와 수교한데 이어, 같은 해 폴란드, 유고슬라비아와도 수교하였다. 1990년에는 소련, 루마니아, 불가리아와 수교하였다. 소련의 붕괴(1991년)와 함께 성립된 에스토니아, 라트비아, 리투아니아, 우크라이나 및 알바니아와 1991년에 수교하였다. 1992년에는 신생국인 벨라루스(1991년 독립), 몰도바(1992년)와 수교하였다. 또한 구 유고슬라비아에서 독립한 크로아티아, 슬로베니아와도 이해에 수교하였다. 1993년에는 체코슬로바키아로부터 독립한 슬로바키아, 리히텐슈타인과 수교하였다. 1995년에는 보스니아 헤르체고비나(1992년 독립)와 수교하였다.2000년에는 산마리노와 수교하였다. 2006년에 신생국 몬테네그로와 수교하였고, 2007년에는 모나코와 수교하였으며, 2019년에는 북마케도니아와 수교하였다.
서독의 경우는 특히 상표·기술·사증(査證)·경제·재정·무역협정 등 각종 협정의 체결이 거의 대부분 1961년 이후에 맺어졌다는 점과, 국가원수로서 박정희 대통령이 1964년 12월에 80여년의 한·독 관계사상 처음으로 독일연방 공화국을 공식 방문했고, 또한 뤼브케 독일 대통령이 1967년 3월 한국을 답례 방문한 것 등 1960년대 이후의 대서구제국과의 관계에 있어서 한·독 관계가 어떤 다른 서구제국보다 괄목할 만큼 증진되고 있음을 말해주는 것이다. 그리하여 한국 외교의 전체상(全體像)으로 볼 때 서독은 미국·일본 다음으로 한국과 밀접한 유대관계를 형성·구축해 왔다고 이를 만하다. 무엇보다도 1970년대 이후부터는 한국의 외교자세가 전과는 비교할 수 없을 만큼 신축성을 가지고 전개되고 있다. 예컨대 중립국 외교의 확대·증진, 경제외교(經濟外交) 활동을 통해 협력국을 찾으려는 적극적이고도 전진적인 노력의 경주, 통상·무역정책상의 과감한 행동반경 및 진폭 증대의 시도 등으로 한국 외교가 방향전환을 하고 있기 때문에 장차는 서구제국과의 관계뿐만 아니라 서구와 인접하고 있는 동구제국과도 공평한 외교관계의 수립을 모색할 필요가 있을 것이며, 더 나아가서는 한국의 동·서구 제국과의 관계와 간접적으로 밀접한 상관관계를 갖고 있는 소련과도 국가관계의 정상화가 가능한 시기가 도래할 것을 기대하게도 되는 것이다. 말하자면 오늘날의 시대적 배경에 역류(逆流)하지 않는 현실적응적·전진적 자세 속의 자주적 다변외교야말로 한국의 생존과 번영과 국제사회의 성실한 일꾼으로서의 책임완수를 위해 필요 불가피한 요체(要諦)라고 말할 수 있다. 그리하여 한국외교는 장차 '서구제국과의 관계'에 국한된 시야에서가 아니라 '세계외교'의 소용돌이 속에서 건설적이고 발전적인 역할을 충실히 이행할 수 있는 기틀을 마련하는데 돌진해 나가야 할 것이다.

#### 그리스
1949년 8월 대한민국을 한반도의 유일한 합법국가로 승인한 이래 한국전쟁 참전 우방국(전투병령 5219명 참전, 수송기 7대 파견)으로서 국제무대에서 대한민국을 적극 지지하는 등 전통적인 우호관계를 유지해오고 있다. 1961년 4월 5일에 정식으로 수교하고 아테네에 대한민국 대사관(주 알바니아, 주 키프로스 대사관 겸임)이 개설되어 있다. 서울에 주한 대사관이 개설되어 있다. 대한민국의 대(對)그리스 수출은 20억2990만USD, 그리스의 대(對)대한민국 수출은 13억879만USD(각 2021년 12월)에 달하여, 그리스는 대한민국에 있어서 제35위의 수출국이자 제44위의 수입국이다. 최근 그리스가 금융위기를 겪으면서 對그리스 교역량이 크게 감소하고 있는 추세이다. 모두 301명(재외국민 260명, 시민권자 41명)의 한민족들이 그리스에 거주(2022년 12월 기준)하고 있다.

#### 네덜란드
네덜란드는 조선 시대에 벨테브레가 풍랑을 만나 제주도에 들어온 일, 헨드릭 하멜도 풍랑을 만나 제주도에 도착한 일 등으로 대한민국과 처음으로 만나게 된 유럽 국가이다. 네덜란드는 1949년 7월 25일, 대한민국을 한반도의 유일한 합법 정부로 승인하였으며, 한국 전쟁 때에는 유엔군의 일원으로 참전해 대한민국을 지원하였다. (보병 1개 대대, 군함 1척) 1961년 4월 4일에 수교하였다. 헤이그에 대한민국 대사관(주 헤이그 국제기구 대표부 겸임)이 개설되어 있다. 서울에 주한 대사관이 개설되어 있다. 대한민국의 대(對)네덜란드 수출은 58억1086만USD, 네덜란드의 대(對)대한민국 수출은 91억6308만USD(각 2021년 12월)에 달하여, 네덜란드는 대한민국에 있어서 제21위의 수출국이자 제14위의 수입국이다. 모두 9,398명(재외국민 4,126명, 시민권자 5,272명)의 한민족들이 네덜란드에 거주(2022년 12월 기준)하고 있다.

#### 노르웨이
노르웨이는 한국전쟁때는 UN군으로 참전하여 야전병원 등의 의료지원을 하였다. 양국은 1959년 3월 2일 수교하였다. 1959년 5월 20일, 주노르웨이 초대 공사 김유택이 올라프 5세 왕에게 신임장을 제정하였다. 2000년 김대중 대통령이 노벨평화상 수상을 위해 노르웨이를 방문하였다. 오슬로에 대한민국 대사관(주 아이슬란드 대사관을 겸임)이 개설되어 있고, 서울에 주한 대사관이 개설되어 있다. 모두 6,670명(재외국민 1,452명, 시민권자 5,218명)의 한민족들이 노르웨이에 거주(2022년 12월 기준)하고 있다.

#### 덴마크
덴마크는 한국 전쟁 때 대한민국에 병원선 유틀란트 호로 의료 지원을 했다. 전쟁이 끝나고 병원선의 의료 기자재를 한국에 기증하고 한국에 국립의료원을 설립하여 한국의 의료 발전에 크게 기여하였다. 1959년 3월 11일에 한국과 덴마크는 정식으로 수교하였다. 코펜하겐에 대한민국 대사관이 개설되어 있다. 서울에 주한 대사관이 개설되어 있다. 2011년 5월 13일 비안보분야 동맹으로는 처음으로 녹색성장 분야 동맹을 체결했다. 또 대한민국 지식경제부와 덴마크 기후에너지부 간의 녹색성장협력 양해각서를 비롯해 정부와 기업간 친환경사업과 녹색기술협력 분야에서 9개의 양해각서도 체결하였다. 모두 8,844명(재외국민 768명, 시민권자 8,076명)의 한민족들이 덴마크에 거주(2022년 12월 기준)하고 있다. 또한 2007년 기준으로 덴마크에는 약 9,000명의 한국 입양인이 있다. 한국 대사관, KOTRA, 한인교회, 한국센터, 한글학교가 있고 정한친선협회, 유틀란트 모임, 코리안 클럽, 한인회가 있다.

#### 독일
독일과 한국은 1883년 11월 26일 독일전권대신 주(駐)요코하마 독일총영사 에드워드 잡페(Edward Zappe)와 조선전권대신 민영목간에 통상조약을 체결하면서 외교관계를 맺었다가 경술국치로 불가피하게 끊어졌다. 대한민국은 서독간의 외교관계는 1955년 12월 1일:482 정상화되었다. 베를린에 대한민국 대사관이, 프랑크푸르트, 함부르크에 각 총영사관이, 본에 분관이 개설되어 있다. 서울에 주한 대사관이 개설되어 있다. 이후 서독은 대한민국의 경제발전에 많은 지원을 해 주었다. 대한민국의 대(對)독일 수출은 111억989만USD, 독일의 대(對)대한민국 수출은 219억9634만USD(각 2021년 12월)에 달하여, 독일은 대한민국에 있어서 제10위의 수출국이자 제8위의 수입국이다. 모두 49,683명(재외국민 38,475명, 시민권자 11,208명)의 한민족들이 독일에 거주(2022년 12월 기준)하고 있다.

#### 라트비아
라트비아와 대한민국은 1991년 10월 22일 수교하였다. 스톡홀름의 주 스웨덴 대한민국 대사관이 주 라트비아 대사관을 겸임하며, 주 일본 라트비아 대사관이 주한 대사관을 겸임한다. 모두 47명(재외국민 45명, 시민권자 2명)의 한민족들이 라트비아에 거주(2022년 12월 기준)하고 있다.

#### 러시아
대한민국과의 관계는 처음부터 소련과 적대적인 관계였고, 한국전쟁에 소련이 간접적으로 지원한 것이 알려지면서, 양국간 적대관계는 심화되었다. 하지만 고르바초프가 등장하면서 대한민국과의 관계는 해빙기를 맞이했다. 1988년 서울 올림픽에서는 소련대표팀이 참가하여 소련이 금메달 55개로 종합 1위를 차지하였다. 1990년 9월 30일에는 한·소 수교가 이루어졌고, 소련 해체 이후에도 러시아와 외교관계를 줄곧 유지하고 있었으나, 2022년 러시아-우크라이나 전쟁 이후 러시아가 대한민국, 대만, 일본, 미국, 유럽 국가 등의 자유민주주의 체제를 가진 국가들을 비우호 국가 목록에 올리면서 최근 관계가 나빠졌다.다.

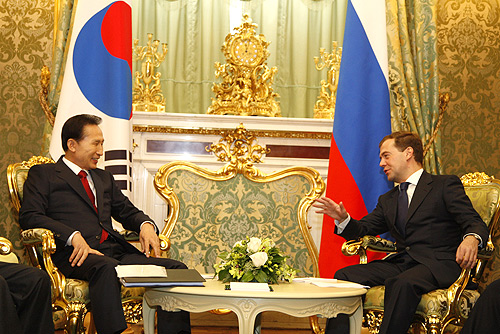
한국의 이명박 대통령과 러시아의 드미트리 메드베데프 대통령

1991년 소련의 급속한 해체가 이루어지면서 대한민국은 러시아 연방 등 옛 소련을 구성했던 11개 공화국을 각각 독립된 주권 국가로 승인하는 동시에 러시아를 소련의 법통을 공식적으로 계승한 국가로 승인하였다. 이에 따라 주한 소련 대사관은 러시아 대사관으로 명칭이 바뀌었으며, 1992년 11월 18일 한·러 기본관계조약을 체결하였다. 또한 러시아 정부는 대한민국 정부측에 한국전쟁과 KAL기 격추사건 등 과거문제에 대한 사과를 표명했다. 2004년 9월 한·러 공동선언을 통해 양국 관계는 ‘상호 신뢰하는 포괄적인 동반자 관계’로 격상되었다. 모스크바에 대한민국 대사관(주 아르메니아 대사관 겸임)이, 블라디보스토크, 상트페테르부르크, 이르쿠츠크에 각 총영사관이, 유즈노사할린스크에 출장소가 개설되어 있다. 서울에 주한 러시아 대사관이 개설되어 있고, 부산에는 총영사관이 개설되어 있다.
대한민국의 대(對)러시아 수출은 99억7954만USD, 러시아의 대(對)대한민국 수출은 173억5669만USD(각 2021년 12월)에 달하여, 러시아는 대한민국에 있어서 제12위의 수출국이자 제9위의 수입국이다. 주요 수출 품목은 자동차 및 부품류, 전자기기, 플라스틱 등이며, 주요 수입 품목은 석유, 석탄, 가스 등 에너지 자원과 철강, 니켈, 목재 등 원자재 제품 등이다. 모두 124,811명(재외국민 3,623명, 시민권자 121,188명)의 한민족들이 러시아에 거주(2022년 12월 기준)하고 있다.

#### 루마니아
1948년에서 1989년까지는 북한과만 단독수교하였다. 대한민국과는 서울에서 열린 1988년 하계 올림픽 참가한 이후 1990년 3월 30일에 수교하였다. 부쿠레슈티에 대한민국 대사관이 개설되어 있다. 서울에 주한 대사관이 개설되어 있다. 1994년 3월 1일 전(前) 일리에스쿠 대통령, 2001년 외무장관·상원의장, 2005년 바세스쿠 대통령이 대한민국을 방문하여 강한 우호 관계가 유지되고 있다. 대한민국과 1990년 체육교류협정·무역협정·경제과학기술협정·투자보장협정, 1991년 항공협정·문화협정, 1993년 이중과세방지협정·비자면제협정, 1996년 일반사증면제협정, 1997년 투자보장협정 개정 각서, 항공협정 등을 체결하였다.
대한민국의 대(對)루마니아 수출은 5억8805만USD, 루마니아의 대(對)대한민국 수출은 6억2742만USD(각 2021년 12월)에 달하여, 루마니아는 대한민국에 있어서 제63위의 수출국이자 제59위의 수입국이다. 수출품은 수송기계, 산업용전자제품, 철강제품, 기초산업기계이며 수입품은 농산물(밀, 옥수수), 철강제품, 기초산업기계, 섬유제품 등이다. 모두 309명(재외국민 309명, 시민권자 0명)의 한민족들이 루마니아에 거주(2022년 12월 기준)하고 있다.

#### 룩셈부르크
룩셈부르크는 1949년에 한국을 승인하고, 한국전쟁 참전국으로 UN군으로 참전하여 44명의 병력을 파병하였다. 1962년 3월 16일:482 대한민국과 수교하였으며 해운협정(1987년)과 항공협정(2003년)을 체결하였다. 브뤼셀에 있는 주 벨기에 대사관이 주 룩셈부르크 대사관을 겸하고 있다. 서울특별시 중구에 룩셈부르크 대사관이 위치해 있다. 모두 846명(재외국민 193명, 시민권자 653명)의 한민족들이 룩셈부르크에 거주(2022년 12월 기준)하고 있다.

#### 리투아니아
리투아니아는 구 소련으로부터 독립하게 된 1991년 10월 14일에 한국과 외교관계를 수립하였으며 1993년 투자 상호증진을 위한 협정을 체결하였다. 바르샤바의 주 폴란드 대사관이 주 리투아니아 대사관을 겸하고 있다. 모두 76명(재외국민 72명, 시민권자 4명)의 한민족들이 리투아니아에 거주(2022년 12월 기준)하고 있다.

#### 리히텐슈타인
리히텐슈타인은 대한민국과 1993년 3월 1일 공식적으로 외교관계를 수립했으며 주 스위스대사관이 겸임하고 있다. 국제사회상에서는 대한민국의 입장을 지지하고 있다. 1988년 서울올림픽때는 외교관계가 없었지만 IOC 정회원국으로서 선수 및 임원단을 서울에 파견하였다. 모두 3명(재외국민 2명, 시민권자 1명)의 한민족들이 리히텐슈타인에 거주(2022년 12월 기준)하고 있다.

#### 모나코
모나코는 2007년 3월에 대한민국과 수교했다. 파리의 주 프랑스 대사관이 겸임한다. 모두 6명(재외국민 6명, 시민권자 0명)의 한민족들이 모나코에 거주(2022년 12월 기준)하고 있다.

#### 몬테네그로
남북 모두 수교국이다. 대한민국은 2006년 6월 21일에 몬테네그로가 세르비아 몬테네그로 국가연합의 헌법 및 국내법에 의거하여 합법적인 국민투표 결과에 따라 독립하게 된 것을 승인했으며, 완전한 분리독립국가로 승인하였다. 2006년 9월 4일에 수교하였고, 주 세르비아 대한민국 대사관이 겸임하고 있다. 모두 3명(재외국민 2명, 시민권자 1명)의 한민족들이 몬테네그로에 거주(2022년 12월 기준)하고 있다. 몬테네그로부터의 입국자는 48명이며 출국자는 24명이다(2005년).

#### 몰도바
몰도바와 한국은 북한보다 하루 늦은 1992년 1월 31일 수교하였으며, 주 우크라이나 대사관이 겸임하고 있다. 모두 81명(재외국민 21명, 시민권자 60명)의 한민족들이 몰도바에 거주(2022년 12월 기준)하고 있다.

#### 몰타
몰타는 한국과 1965년 4월에 처음 외교관계를 체결하였으나, 1971년 9월에 노동당 정부가 집권하면서 대한 외교관계가 동결되었고, 1987년 5월에 국민당 정부로 정권이 교체된 후 1988년 1월에 비로소 양국관계가 정상화되었다. 로마의 주 이탈리아 대사관이 주 몰타 대사관을 겸하고, 주 중국 몰타 대사관이 주한 대사관을 겸한다. 대한민국의 대(對)몰타 수출은 6억5969만USD, 몰타의 대(對)대한민국 수출은 9596만USD(각 2017년 12월)에 달하여, 몰타는 대한민국에 있어서 제62위의 수출국이자 제88위의 수입국이다. 모두 133명(재외국민 133명, 시민권자 0명)의 한민족들이 몰타에 거주(2022년 12월 기준)하고 있다.

#### 바티칸 시국
교황청이 한반도 지역과 정식으로 접촉하게 된 것은 1831년 9월 9일에 교황 그레고리오 16세가 로마 가톨릭교회 조선 교구를 설정하면서부터다. 1919년 일제강점기에는 일본의 교황사절이 한국의 교황사절을 겸임하였으며, 광복 후 1947년에 고유한 교황사절이 최초로 파견되었다. 교황청은 1949년 4월에 대한민국을 한반도의 유일한 합법정부로 승인하였으며, 1963년 12월 11일 대한민국과 정식 외교관계를 수립함으로써 교황공사관이 설치되었다. 이것이 1966년 9월에 교황대사관으로 승격되었으며, 1974년 4월에 대한민국은 주 교황청 상주대사관을 개설했다. 서울에도 주한 교황청 대사관이 개설되어 있다.
1983년과 1989년에는 교황 요한 바오로 2세가 대한민국을 방문하였다.
교황청이 발간한 2011년판 교회통계연감에 따르면, 현재 한국의 로마 가톨릭교회 신자 수는 503만 5천명(전체 인구의 10.1%)으로, 세계 227개 국가에서 45번째이며, 아시아에서는 5번째로 신자가 많다. 대한민국 교회가 교황청에 보내는 분담금은 세계 7위, 교황주일 헌금은 8위이며, 납부금 총액은 전체 9위이다. 이는 아시아 교회에서는 가장 높은 수치로, 대한민국은 아시아 국가 중 유일하게 10위 안에 포함된다.
2009년도 한국 가톨릭교회 통계 지표에 따르면, 추기경 1명을 포함한 주교가 30명, 추기경 및 주교를 제외한 교구 소속 신부는 3608명, 수도회 소속 신부는 617명, 선교회 소속 신부는 148명, 부제는 138명이다. 대신학생 수는 1399명이다. 수사는 1555명, 수녀는 1만 73명이다. 본당은 1571개소, 공소는 1017개소이다. 대한민국의 가톨릭 신자수는 2000년에 400만 명을 넘어선 이후 해마다 2~3%씩 꾸준한 증가세를 유지하고 있다.
2014년에는 교황 프란치스코가 대한민국을 방문하였다.

#### 벨기에
벨기에는 1901년 3월 23일에 대한제국과 우호통상조약과 함께 수교하였으나, 일본의 개입으로 1905년에 단교되었다. 1948년 8월 15일 대한민국 정부 수립과 함께 한국을 한반도의 유일한 합법 정부로 승인하고, 한국 전쟁에 참전하여 대한민국을 지원하였다. 양국은 1961년 5월 2일에 국교가 정상화되었고, 브뤼셀에 대한민국 대사관(주 룩셈부르크 대사관, 주 유럽연합 대표부 겸임)이 개설되어 있다. 서울에 주한 대사관이 개설되어 있다. 대한민국의 대(對)벨기에 수출은  27억9532만USD, 벨기에의 대(對)대한민국 수출은 12억7346만USD(각 2017년 12월)에 달하여, 벨기에는 대한민국에 있어서 제30위의 수출국이자 제38위의 수입국이다. 모두 5,221명(재외국민 1,135명, 시민권자 4,086명)의 한민족들이 벨기에에 거주(2022년 12월 기준)하고 있다.

#### 벨라루스
벨라루스는 독립 이후 1992년 2월 10일 한국과 수교하였다. 민스크에 대한민국 대사관이 개설되어 있다. 모두 454명(재외국민 54명, 시민권자 400명)의 한민족들이 벨라루스에 거주(2022년 12월 기준)하고 있다.

#### 보스니아 헤르체고비나
1995년 12월 15일에 대한민국과 수교하였다. 주 크로아티아 대사관이 겸임한다. 모두 11명(재외국민 11명, 시민권자 0명)의 한국 교민들이 보스니아 헤르체고비나에 거주(2022년 12월 기준)하고 있다.

#### 북마케도니아
2019년 7월 18일에 대한민국과 수교하였다. 소피아의 주 불가리아 대사관에서 북마케도니아에 대한 외교 업무를 관할하고 있다. 모두 13명(재외국민 11명, 시민권자 2명)의 한민족들이 북마케도니아에 거주(2022년 12월 기준)하고 있다.

#### 불가리아
불가리아는 조선민주주의인민공화국과 전통적으로 우방관계를 유지하여 왔다. 대한민국과는 1980년대 후반부터 소련의 개방· 개혁 추진에 따른 불가리아의 대(對) 대한민국과의 관계 개선 의지와 대한민국의 북방정책으로 급속히 관계가 개선되었고 1990년 3월 23일 외교관계를 수립하였다. 서울에서 열린 1988년 하계 올림픽이 끝난 이후 그해 11월에 대한무역진흥공사와 불가리아 상공회의소는 상호무역사무소 개설에 합의하였으며, 1989년 4월에는 소피아에 7월에는 서울에 양국 무역사무소가 설치되었다. 1990년 경제과학기술협력협정, 1994년 문화협정, 1995년 항공협정·이중과세방지협정, 1996년 무역협정을 체결하였다. 불가리아에 진출한 대한민국 기업으로는 삼성물산, LG전자, 대우, 현대중공업, (주)아이피에스 등이 있다. 소피아에 대사관(대 북마케도니아 외교업무 겸임)이 개설되어 있다. 서울에 주한 대사관이 개설되어 있다. 모두 224명(재외국민 221명, 시민권자 3명)의 한민족들이 불가리아에 거주(2022년 12월 기준)하고 있다.

#### 산마리노
산마리노와 한국은 2000년 9월 25일에 수교하였으며 주 이탈리아 한국대사관이 겸임하고 있다. 모두 1명(재외국민 0명, 시민권자 1명)의 한민족들이 산마리노에 거주(2022년 12월 기준)하고 있다.

#### 세르비아
유고슬라비아 시절에는 조선민주주의인민공화국과만 수교하고 있었으며 1950년 한국 전쟁 때는 친소(親蘇) 노선으로 인하여 UN의 대한(對韓)지원에 UN 비상임이사국으로서 기권의사를 밝힌 적이 있었다. 1989년 12월 27일에 비로소 대한민국과 공식수교하였다. 그러나 1993년 유고사태 악화로 관계가 소원해져 주 유고 한국대사관이 철수 및 폐쇄하여 주 루마니아 한국대사관이 겸임하였다가, 2002년 베오그라드에 주세르비아-몬테네그로 한국대사관(현재 주 세르비아 대사관)을 재설치하였다. 세르비아도 한국에서 주한대사관을 철수 및 폐쇄하고 주일본대사관이 겸임하였다가 2004년 주한국대사관을 재설치하였다. 모두 145명(재외국민 145명, 시민권자 0명)의 한민족들이 세르비아에 거주(2022년 12월 기준)하고 있다.

#### 스웨덴
스웨덴은 한국과 1959년 3월 11일에 수교하였다. 스웨덴은 한국전쟁 때 연합군의 일원으로서 야전병원선을 파견하였다. 대한민국은 스톡홀름(주 라트비아 대사관 겸임)에, 스웨덴은 서울에 각각 대사관을 두고 있다. 모두 12,986명(재외국민 1,871명, 시민권자 11,115명)의 한민족들이 스웨덴에 거주(2022년 12월 기준)하고 있다.

#### 스위스
스위스는 영세중립국으로서, 대한민국과는 1962년 12월 19일에 수교하였다. 1957년 7월 22일 주(駐)제네바 국제기구 및 유엔 구주 사무소 대표부를 설치한데 이어, 1962년 12월 19일, 양국은 외교관계 수립에 관한 합의하였다. 1963년 3월 29일 이한빈 초대 주스위스 한국 대사의 신임장 제정되고, 베른에 상주공관(주 리히텐슈타인 대사관을 겸임)이 설치되었다. 서울에 주한 대사관이 개설되어 있다. 1965년 1월 28일 장 드 람(Jean de RHAM) 주한 겸임 스위스 대사의 신임장이 제정되었다. 한국과 항공협정, 공업협정, 사증면제협정, 이중과세방지협정 등을 체결하였다. 모두 4,109명(재외국민 2,183명, 시민권자 1,926명)의 한민족들이 스위스에 거주(2022년 12월 기준)하고 있다. 스위스의 태권도 인구는 4만5천여명(1999)이며 언론의 호응을 얻어 "태권도"라는 한국어도 어느 정도 알려져 있다. 최홍희의 제자들의 활동으로 스위스에서는 북한식 태권도가 주류를 이루었었다. 최근 2016년 대북제재에 가담하여 우리나라와 우방의 관계를 가진다.
| 서울/인천 \|\| align=center\|ICN \|\| align=center\|RKSI \|\| 인천 | ○대한항공(1개) : 취리히 |

#### 스페인
스페인과 한국은 1950년 3월 17일:482 수교한 이래 외교 관계를 유지하고 있으며, 마드리드에 대사관이, 라스팔마스에 분관이 개설되어 있다. 서울에 주한 대사관이 개설되어 있다. 대한민국의 대(對)스페인 수출은 27억9057만USD, 스페인의 대(對)대한민국 수출은 19억5308만USD(각 2017년 12월)에 달하여, 스페인은 대한민국에 있어서 제31위의 수출국이자 제33위의 수입국이다. 지금까지 경기도를 비롯한 6개의 시도가 스페인 자치 정부와 자매결연하고 있다. 모두 4,774명(재외국민 3,757명, 시민권자 1,017명)의 한민족들이 스페인에 거주(2022년 12월 기준)하고 있다.
| 서울/인천 \|\| align=center\|ICN \|\| align=center\|RKSI \|\| 인천 | ○대한항공(1개) : 마드리드 |

#### 슬로바키아
대한민국은 1993년 체코슬로바키아에서 슬로바키아의 독립을 승인하고 외교관계를 수립하였다. 브라티슬라바에 대한민국 대사관이 개설되어 있다. 서울에 주한 대사관이 개설되어 있다. 대한민국의 대(對)슬로바키아 수출은 27억7278만USD, 슬로바키아의 대(對)대한민국 수출은 1억7708만USD(각 2017년 12월)에 달하여, 슬로바키아는 대한민국에 있어서 제32위의 수출국이자 제74위의 수입국이다. 슬로바키아에는 대한민국의 자동차 공장 해외 지부가 있다. 기아자동차가 진출해 있으며 질리나의 현지 공장에서 기아자동차의 5도어 해치백 모델인 씨드를 생산하여 유럽에 공급한다. 모두 1,481명(재외국민 1,481명, 시민권자 0명)의 한민족들이 슬로바키아에 거주(2022년 12월 기준)하고 있다.

#### 슬로베니아
대한민국은 슬로베니아를 1992년 4월 15일에 승인했으며, 1992년 11월 18일에 수교하였다. 주 오스트리아 대사관이 겸임하고 있으며, 슬로베니아는 한국공관을 주 일본 대사관이 겸임하고 있다. 모두 47명(재외국민 37명, 시민권자 10명)의 한민족들이 슬로베니아에 거주(2022년 12월 기준)하고 있다. 수도인 류블라냐에 코트라사무소가 상주하였다.

#### 아이슬란드
아이슬란드는 1950년 2월 12일에 대한민국을 승인하였고, 대한민국과는 1962년 10월 10일에 수교하였다. 한국은 주 노르웨이 한국대사관이 대사업무를 겸임하며, 아이슬란드도 주 중국대사관을 통해 대사업무를 겸임하고 있다. 1976년 7월, 대한민국 정부는 주노르웨이 한상국 대사를 주아이슬란드 겸임대사로 발령하였다. 모두 23명(재외국민 14명, 시민권자 9명)의 한민족들이 아이슬란드에 거주(2022년 12월 기준)하고 있다.

#### 아일랜드
대한민국과 1983년 10월 4일에 공식수교하였으며, 그 이전인 1967년에도 아일랜드 정부가 주한 영국대사관을 통해 재한(在韓) 아일랜드인(人)에 대한 영사업무를 대행해달라고 대한민국 정부에게 요청한 일이 있었다. 한국은 더블린에 대사관을 개설하였고, 아일랜드는 서울에 주한 대사관을 개설하였다. 모두 1,176명(재외국민 726명, 시민권자 450명)의 한민족들이 아일랜드에 거주(2022년 12월 기준)하고 있다. 국제사회에서는 영국과 보조를 맞추어 한국의 입장을 적극 지지하였다.

#### 안도라
안도라는 1995년 2월 23일에 대한민국과 수교하였으며 주 스페인 대사관이 공관을 겸임하고 있다. 1988년 서울올림픽 때는 선수, 임원단을 파견하였다. 모두 5명(재외국민 3명, 시민권자 2명)의 한민족들이 안도라에 거주(2022년 12월 기준)하고 있다.

#### 알바니아
알바니아는 한국과 1991년 8월 22일 수교하였다. 당시 동구권 공산주의 국가로서는 유일하게 서울에서 열린 1988년 하계 올림픽에 불참하였다. 대한민국과 1995년 5월에 과학기술협력협정이 체결되었고 1998년 11월에는 외무장관이 대한민국을 방문하였으며, 2001년 2월에는 국회의장이 비공식 대한민국을 방문하였다. 2004년 기준으로 대한(對韓) 수입 규모는 500만 달러이며 전자제품이 주종을 이룬다. 모두 140명(재외국민 137명, 시민권자 3명)의 한민족들이 알바니아에 거주(2022년 12월 기준)하고 있다. 아테네의 주 그리스 대사관이 주 알바니아 대사관을 겸하고 있고, 알바니아의 경우 알바니아 주중 알바니아 대사관 대신 알바니아 외무부를 통해 주한 대사관을 겸하고 있다.

#### 에스토니아
에스토니아는 1991년 구 소련 해체 및 탈퇴 이후 한국과 1991년 10월 17일 수교하였다. 헬싱키의 주 핀란드 대사관이 주 에스토니아 대사관을 겸임한다. 모두 281명(재외국민 73명, 시민권자 208명)의 한민족들이 에스토니아에 거주(2022년 12월 기준)하고 있다.

#### 영국
영국은 한국 전쟁 참전 16개국 중의 하나로서 군사·경제지원 등을 통해서 한국에 대한 공헌이 지대했을 뿐 아니라, 유엔을 비롯한 기타 많은 국제기구에서의 활동을 통해서 한국의 지위향상·보전 및 우호증진을 위해 많은 노력을 계속한 나라이다. 한국에 있어서 영국은 프랑스와 더불어 한국의 대서구제국 관계사에서 중추적인 존재이며, 적어도 전통적으로 대서구 외교전개의 2대 거점국이자 우방국이다. 1883년 11월 26일에 우호통상조약이 조인되고 영국과 조선에 각각 영사 또는 공사를 파견하였다가, 일본에 의하여 외교 관계가 단절되었다가 1949년 1월 18일에 양국은 재수교하였다. 런던에 대사관이 개설되어 있다. 서울에 주한 대사관이 개설되어 있다. 대한민국의 대(對)영국 수출은 81억2180만USD, 영국의 대(對)대한민국 수출은 63억1922만USD(각 2017년 12월)에 달하여, 영국은 대한민국에 있어서 제14위의 수출국이자 제18위의 수입국이다. 대한민국의 대(對)버뮤다(영국의 해외영토) 수출은 8억5159만USD, 버뮤다의 대(對)대한민국 수출은 4189USD(각 2017년 12월)에 달하여, 버뮤다는 대한민국에 있어서 제57위의 수출국이자 제229위의 수입국이다. 모두 39,097명(재외국민 28,078명, 시민권자 11,019명)의 한민족들이 영국에 거주(2022년 12월 기준)하고 있다.

#### 오스트리아
오스트리아는 1892년 6월 23일에 조선과 수교하였으나 일본에 의해 단교되었고, 1963년 9월 18일에 재수교하였다. 빈에 대사관이 개설되어 있다. 이 대사관은 주 슬로베니아 대사관, 주 빈 국제기구 대표부, 대 코소보 외교업무를 겸임한다. 서울에 주한 대사관이 개설되어 있다. 한국과는 무역협정,사증면제협정,한-오스트리아 투자협정을 체결하였다. 모두 2,681명(재외국민 2,120명, 시민권자 561명)의 한민족들이 오스트리아에 거주(2022년 12월 기준)하고 있다. 이승만 전(前) 대통령의 영부인 프란체스카 도너가 이 나라 출신이다.

#### 우크라이나
우크라이나는 1991년 독립 이후 1992년 2월 10일에 대한민국과 외교관계를 맺었으며 북한과는 동년에 외교관계를 맺었다. 그러나 북한은 1998년 현지공관을 폐쇄, 철수하였다. 키에프에 대사관(주 몰도바 대사관 겸임)이 개설되어 있다. 서울에 주한 대사관이 개설되어 있다. 모두 13,070명(재외국민 359명, 시민권자 12,711명)의 한민족들이 우크라이나에 거주(2017년 11월 기준)하고 있다.

#### 이탈리아
1884년 6월 26일에 수교하였으나 일본의 외교권 박탈로 인해 단절되었다가 1956년 11월 24일:482 재수교한 이후 우호적인 관계가 지속되고 있다. 로마에 주이탈리아 대한민국의 대사관(주 몰타•산마리노 대사관 겸임)이, 밀라노에 총영사관이 개설되어 있다. 서울에 주한 이탈리아 대사관이 개설되어 있다. 이탈리아는 한국 전쟁 때 UN군의 일원으로 의료 및 시설지원을 하였다. 대한민국의 대(對)이탈리아 수출은 37억5790만USD, 이탈리아의 대(對)대한민국 수출은 56억9557만USD(각 2017년 12월)에 달하여, 이탈리아는 대한민국에 있어서 제27위의 수출국이자 제21위의 수입국이다. 모두 4,499명(재외국민 4,126명, 시민권자 373명)의 한민족들이 이탈리아에 거주(2022년 12월 기준)하고 있다.

#### 체코
체코는 대한민국과 체코슬로바키아 시절인 1990년 3월 22일에 정식 수교하였으며 1993년 체코와 슬로바키아가 분리된 이후에도 두 국가 모두 외교 관계를 유지하고 있다. 프라하에 대한민국 대사관이 개설되어 있다. 서울에 주한 대사관이 개설되어 있다. 대한민국의 대(對)체코 수출은 22억1193만USD, 체코의 대(對)대한민국 수출은 7억1583만USD(각 2017년 12월)에 달하여, 체코는 대한민국에 있어서 제33위의 수출국이자 제48위의 수입국이다. 체코에는 현대자동차의 노르비체 현지공장이 있다. 모두 2,824명(재외국민 2,814명, 시민권자 10명)의 한민족들이 체코에 거주(2022년 12월 기준)하고 있다.

#### 코소보
2008년 코소보 독립선언 이후에 대한민국은 코소보를 승인하였으나, 주변국과의 관계를 고려하여 아직 공식적인 외교 관계가 없는 상태이다. 주 오스트리아 대사관이 대 코소보 외무를 관할하고 있다. 모두 25명(재외국민 25명, 시민권자 0명)의 한민족들이 코소보에 거주(2022년 12월 기준)하고 있다.

#### 크로아티아
대한민국과 1992년 11월 18일에 수교하였다. 자그레브에 대사관(주 보스니아 헤르체고비나 대사관을 겸임)이 개설되어 있다. 모두 142명(재외국민 128명, 시민권자 14명)의 한민족들이 크로아티아에 거주(2022년 12월 기준)하고 있다.

#### 크림 공화국
2014년 3월에 독립을 선언하였으나 현재 대한민국은 아무런 입장도 내놓지 않고 있다.

#### 포르투갈
포르투갈은 대한민국과 1961년 4월 15일에 수교하였다. 현지인들은 한국인에 대해 매우 좋은 감정을 가지는 사람이 대다수이며 2002년 FIFA 월드컵 이후 한국을 아는 사람이 상당수 증가했다. 2007년 9월 기준으로 한국의 영화 '괴물'이 스크린 점유율과 관객 점유율 1위를 기록해 '한국'에 대한 관심이 더욱 높아지고 있다. 또한 한국의 여러 기업들(삼성, LG 등)의 제품 소비가 늘고 있다. 리스본에 대한민국의 대사관이 개설되어 있고, 서울에 주한 포르투갈 대사관이 개설되어 있다. 모두 314명(재외국민 271명, 시민권자 43명)의 한민족들이 포르투갈에 거주(2022년 12월 기준)하고 있다.

#### 폴란드
폴란드와 한국은 1989년 11월 1일에 수교하였다. 바르샤바에 대사관(주 리투아니아 대사관 겸임)이 개설되어 있다. 서울에 주한 대사관이 개설되어 있다. 대한민국의 대(對)폴란드 수출은 31억1636만USD, 폴란드의 대(對)대한민국 수출은 6억2825만USD(각 2017년 12월)에 달하여, 폴란드는 대한민국에 있어서 제28위의 수출국이자 제53위의 수입국이다. 모두 4,386명(재외국민 4,328명, 시민권자 58명)의 한민족들이 폴란드에 거주(2022년 12월 기준)하고 있다.

#### 프랑스
프랑스는 한국 전쟁에 임하여 참전 16개국 중의 하나로서 군사·경제지원 등을 통해서 한국에 대한 공헌이 지대했을 뿐 아니라, 유엔을 비롯한 기타 많은 국제기구에서의 활동을 통해서 한국의 지위향상·보전 및 우호증진을 위해 많은 노력을 계속한 나라이다. 프랑스는 영국과 더불어 한국의 대서구제국 관계사에서 중추적인 존재이며, 적어도 전통적으로 대서구 외교전개의 2대 거점국이라 할 수 있고, 동시에 우방국임을 말해주고 있다. 조선 후기에 프랑스인 선교사들이 포함된 천주교신자들을 조선정부가 탄압(병인박해)하면서 외교문제가 되었고 이를 빌미로 프랑스군대와 조선군이 격돌하는 사건 - 병인양요 - 이 일어났다. 이때 강탈당한 외규장각 문서 등 문화재의 반환문제는 현재도 미해결상태로 남아 있다.
조선 후기인 1886년 6월 4일에 국교를 수립했으나 을사조약에 의해 1906년 8월에 양국과의 관계가 단절되었다. 하지만 대한민국 임시정부의 존재는 암묵적으로 인정하는 분위기여서 프랑스 조계 지역의 경찰들은 김구 주석을 보호하는 역할을 하기도 하였다. 하지만 이는 어디까지나 정치적인 이유에서일 뿐, 조선의 독립운동을 공식적으로 지지한 것은 아니었다. 1949년 2월 15일에 프랑스는 한국 승인과 함께 외교관계를 수립하였다. 파리에 대한민국의 대사관이 개설되어 있다. 서울에 주한 대사관이 개설되어 있다.  한국 전쟁 때는 유엔군의 일원으로 대한민국에 파병했다. 대한민국의 대(對)프랑스 수출은 29억9467만USD, 프랑스의 대(對)대한민국 수출은 57억4578만USD(각 2017년 12월)에 달하여, 프랑스는 대한민국에 있어서 제29위의 수출국이자 제20위의 수입국이다. 모두 27,055명(재외국민 14,349명, 시민권자 12,706명)의 한민족들이 프랑스에 거주(2022년 12월 기준)하고 있다. 파리는 한국의 군사정권시기에는 정치적 망명자들이 자주 찾는 곳이기도 하였다. 현재 한국과 프랑스는 긴밀한 협력 관계를 맺고 있다.

#### 핀란드
핀란드와 한국은 1973년 8월 24일에 외교관계를 맺었다. 핀란드는 앞서 한국을 1973년 4월 13일에 승인하였다. 핀란드는 서울에 대사관을, 한국은 헬싱키에 대사관(주 에스토니아 대사관을 겸임)을 각각 두고 있다. 서울에 주한 대사관이 개설되어 있다. 모두 935명(재외국민 935명, 시민권자 0명)의 한민족들이 핀란드에 거주(2022년 12월 기준)하고 있다.

#### 헝가리
헝가리는 공산권 국가였으므로 한국과는 1989년까지는 정식 외교관계를 맺지 않고 있었다. 그러나 1980년대에 들어 헝가리의 총리 카로이 그로스(Károly Grósz)의 개혁과정과 한국의 노태우 대통령의 북방정책에 의해 양자대화의 기틀을 마련하게 되었다.  1988년 7월 초와 8월 초의 양자 간 회담 및 상주대표부 설치 합의에 이어 1989년 2월 1일 양국은 정식 외교관계를 맺게 되었다. 한국으로서는 중앙유럽의 공산권 국가 중에서는 헝가리와 처음으로 외교관계를 맺은 것이다. 1989년 수교 직후 대한민국 대통령 노태우가 중앙유럽 국가로서는 처음으로 헝가리를 방문하였으며, 이후 대한민국과 헝가리는 우호 관계를 유지하면서 경제 분야를 중심으로 협력을 강화해 가고 있다. 부다페스트에 주 헝가리 대사관이 개설되어 있다. 서울에 주한 대사관이 개설되어 있다. 경제 분야에서는 정식 외교 관계가 수립되기 전부터 이미 교류가 시작되었었다. 대한민국의 대(對)헝가리 수출은 12억608만USD, 헝가리의 대(對)대한민국 수출은 7억602만USD(각 2017년 12월)에 달하여, 헝가리는 대한민국에 있어서 제48위의 수출국이자 제50위의 수입국이다. 모두 6,352명(재외국민 6,345명, 시민권자 7명)의 한민족들이 헝가리에 거주(2022년 12월 기준)하고 있다.

### 아프리카
대한민국은 대 아프리카 외교정책을 주로 조선민주주의인민공화국과의 경쟁에 초점을 맞추고 추진하였으나, 1990년대부터는 실리 외교로 전환하였다. 2011년 기준으로 남수단을 포함한 아프리카 54개국과 국교를 수립한 상태이다.

#### 가나
가나와 한국은 1977년 11월 14일에 수교했다.  아크라에 대사관(주 베냉, 토고 대사관 겸임)이 개설되어 있다. 서울에 주한 대사관이 개설되어 있다. 모두 726 명(재외국민 720 명, 시민권자 6 명)의 한민족들이 가나에 거주(2017년 11월 기준)하고 있다.

#### 가봉
1962년 10월 1일에 수교하였다. 1977년 5월 9일  가봉공화국의 오마르 봉고 대통령이 대한민국을 방문하였다. 당시 대통령이었던 박정희는 독재정권 특유의 동원능력과 통제능력으로 서울 시민들을 대량동원하여 환영하는 등 대통령을 귀하게 대접했다고 알려져 있다. 이는 아프리카를 포함한 제3세계와 교류하고 있던 조선민주주의인민공화국과의 경쟁의식 때문이었다. 하지만 대한민국과 조선민주주의인민공화국의 아프리카에서의 외교능력 경쟁은 서로의 감정대립 격화와 외화낭비만 불러왔다. 지금도 그 흔적인 남한 백화점의 폐허가 가봉공화국 수도에 남아있다. 가봉은 1977년, 1984년, 1996년, 2007년 대한민국을 방문한 봉고 대통령 덕분에, "봉고"라는 이름으로 유명하며 대한민국과 친숙하다. 대한민국에서 승합차를 ‘봉고차’라고 부르는 것이 봉고 대통령 방문 기념으로 출시한 ‘BONGO’라는 차 이름에서 유래했다는 설이 있다. 리브르빌에 대사관(주 상투메 프린시페, 적도 기니 대사관 겸임)이 개설되어 있다. 서울에 주한 대사관이 개설되어 있으며, 현재 주한 가봉 대사관은 인접 국가인 필리핀을 겸임 관할하고 있다. 모두 90 명(재외국민 88 명, 시민권자 2 명)의 한민족들이 가봉에 거주(2017년 11월 기준)하고 있다.

#### 감비아
감비아와는 1965년 4월 21일 수교하였고, 의료협정, 어업협정, 경제기술협정을 체결하였다. 주 세네갈 대사관이 겸임한다. 모두 41명(재외국민 41명, 시민권자 0명)의 한민족들이 감비아에 거주(2017년 11월 기준)하고 있다.

#### 기니
기니와는 2006년까지 외교관계가 없었다. 1988년에는 서울올림픽에서 선수 및 임원단을 파견하였다. 2006년 8월 29일에 양국간 국교가 수립되었다. 주 세네갈 대사관이 겸임한다. 모두 56명(재외국민 56명, 시민권자 0명)의 한민족들이 기니에 거주(2015년 9월 기준)하고 있다.

#### 기니비사우
기니비사우와는 1983년 12월 22일에 수교합의하고, 1984년 4월 25일에 공식적으로 외교관계가 성립하였다. 주 세네갈 대사관이 겸임한다. 모두 12명(재외국민 12명, 시민권자 0명)의 한민족들이 기니비사우에 거주(2017년 11월 기준)하고 있다.

#### 나미비아
나미비아는 1990년 3월 21일에 독립승인과 함께 수교하였다. 주 앙골라 대사관이 겸임한다. 모두 38 명(재외국민 38 명, 시민권자 0명)의 한민족들이 나미비아에 거주(2017년 11월 기준)하고 있다.

#### 나이지리아
1980년 2월 22일 양국은 국교를 수립하여 3월 24일 Ikoyi Hotel에 공관을 개설하였고, 7월 1일 공관을 임차하여 영사업무를 개시하였으며, 7월 10일 신기흠 초대 대사가 부임하였다. 1981년 3월 2일 임동원 제2대 대사가 부임하였고, 1982년 12월 현 청사 부지를 확보하고, 1984년 8월 13일 아부자에 현 청사를 준공하고 입주하였다. 1985년 1월 21일 노창희 제3대 대사가, 1987년 12월 15일에는 오채기 제4대 대사가, 1991년 1월 13일에는 조명행 제5대 대사가 부임하였다. 1994년 3월 15일 안종구 제6대 대사가 부임(4월 24일 신임장 제정)하였고, 1996년 3월에 신 수도인 아부자에 사무소를 개소하였으며, 1996년 3월 30일 이동진 제7대 대사가 부임하였고(1998년 4월 26일 신임장 제정), 1999년 3월 8일 정문수 제8대 대사가 부임하였고(1999년 4월 16일 신임장 제정), 2002년 2월 27일 박신웅 제9대 대사가 부임하였고(2002년 4월 26일 신임장 제정), 2004년 3월 18일 김동원 제10대 대사가 부임하였고, 2006년 3월 28일 이기동 제11대 대사가 부임하였고, 2009년 3월 9일 박영국 제12대 대사가 부임하였다. 이 대사관은 주 시에라리온 대사관을 겸임한다. 한편, 라고스에 분관이 설치되어 있다. 대한민국의 대(對)나이지리아 수출은 21억2197만USD, 나이지리아의 대(對)대한민국 수출은 5억44만USD(각 2017년 12월)에 달하여, 나이지리아는 대한민국에 있어서 제34위의 수출국이자 제58위의 수입국이다.  서울에 주한 대사관이 개설되어 있다. 모두 593명(재외국민 592명, 시민권자 1명)의 한민족들이 나이지리아에 거주(2017년 11월 기준)하고 있다.

#### 남수단
남수단은 2011년 7월 9일 독립하였고, 대한민국과 수교하였다. 주 수단 대사관이 겸임하며, 톤즈에서 대한민국의 로마 가톨릭교회 사제 故 이태석 신부가 의료, 교육 활동(2001년 12월~2008년 11월)을 펼친 바 있다. 모두 15명(재외국민 15명, 시민권자 0명)의 한민족들이 남수단에 거주(2017년 11월 기준)하고 있다.

#### 남아프리카 공화국
남아프리카 공화국은 한국 전쟁 때 UN군의 일원으로 참전하여 대한민국을 지원하였으며, 이후에도 친서방과 반공을 대외정책의 기조로 삼았으므로, 대한민국의 입장을 적극 지지하였다. 그러나 이 나라의 아파르트헤이트 정책에 따른 국제적 여론으로 정식 외교관계가 이루어지지 않다가, 인종차별정책이 폐지된 후 1992년 12월 1일 뒤늦게 수교하게 되었다. 수교 후 우호적인 관계가 유지되고 있어, 넬슨 만델라 대통령이 1995년 방한하여 큰 환영을 받았으며, 아프리카에서 가장 활발한 교류가 이루어지는 나라 중 하나가 되었다.  프레토리아에 대사관이 개설되어 있다. 이 대사관은 주 레소토, 보츠와나, 스와질란드 대사관을 겸임한다. 서울에 주한 대사관이 개설되어 있다. 대한민국의 대(對)남아프리카 수출은  9억6981만USD, 남아프리카의 대(對)대한민국 수출은 23억888만USD(각 2017년 12월)에 달하여, 남아프리카는 대한민국에 있어서 제53위의 수출국이자 제31위의 수입국이다. 모두 3,650 명(재외국민 3,590 명, 시민권자 60 명)의 한민족들이 남아프리카 공화국에 거주(2017년 11월 기준)하고 있다.

#### 니제르
니제르와 1961년 7월 27일에 일찍이 수교하였고 의료기술협정(1968), 무역통상협정(1969), 경제협력협정(1988)을 체결하였다. 주 코트디부아르 대사관이 겸임한다. 모두 23명(재외국민 23명, 시민권자 0명)의 한민족들이 니제르에 거주(2017년 11월 기준)하고 있다.

#### 라이베리아
라이베리아는 한국 전쟁에 가담하지는 않았지만, 한국에 물자를 지원해 주었고 1964년 3월 18일 수교하였다. 주 코트디부아르 대사관이 겸임한다. 대한민국의 대(對)라이베리아 수출은 13억507만USD, 라이베리아의 대(對)대한민국 수출은 905만USD(각 2017년 12월)에 달하여, 라이베리아는 대한민국에 있어서 제16위의 수출국이자 제165위의 수입국이다. 모두 41명(재외국민 40명, 시민권자 1명)의 한민족들이 라이베리아에 거주(2017년 11월 기준)하고 있다.

#### 르완다
르완다와는 1963년 3월 21일 수교하였다. 주 탄자니아 대사관이 겸임한다. 서울에 주한 대사관이 개설되어 있다. 모두 241명(재외국민 239명, 시민권자 2명)의 한민족들이 르완다에 거주(2017년 11월 기준)하고 있다.

#### 레소토
레소토와는 1966년 12월 7일 수교하였으나 1983년에 단교되었다가 1986년에 정상화되었다. 주(駐) 남아프리카공화국 대사관이 겸임하고 있다. 모두 7명(재외국민 7명, 시민권자 0명)의 한민족들이 레소토에 거주(2017년 11월 기준)하고 있다.

#### 리비아
리비아는 대한민국과 1978년 영사관계, 1980년 12월 29일에 대사관계로 수교하였다. 대한민국은 리비아와 의료협정,문화협정,경제기술협정을 맺었으며 현재 리비아 사막을 개발하고 있다. 리비아 대수로 공사, 일명 GMR 사업은 대한민국에게 단순한 경제적 이익만을 남긴 것이 아니었다. 이 공사는 리바아 역사에 커다란 획을 긋는 사업이었으며 사막을 옥토로 탈바꿈시켰다. GMR 공사로 인해 리비아의 수도권과 주요 소재지는 물 걱정 없이 살고 있다. 이 공사가 마무리되면 물이 부족한 이웃 아프리카 지역에 생활용수를 수출해 경제적 이익도 볼 수 있으리라 전망된다. 이 대수로 공사는 리비아인들 못지 않게 대한민국에도 큰 의미가 있다. 리비아와의 원활한 사업을 위해 한때 리비아와 항공 노선을 개설하였으며, 리비아 근무자를 위한 간호사와 의사를 비롯한 수많은 다른 직종의 종사자들도 리비아에서 근무하게 되었기 때문이다. 그리고 어떤 경제적 가치와 비교도 되지 않을 만큼의 신뢰와 친근감을 리비아에 남겨주었다. 이 덕분에 대우 자동차는 북아프리카 지역 중 리비아에 공장을 두게 되었고, 리비아 차량의 절반 이상을 대우 자동차로 채우고 있다. 그런데, 최근에 리비아에 선교하는 한국인 종교자가 체포된 일이 있었다. 또한, 대한민국의 리비아 첩보 활동으로 관계가 냉각되고 있다. 그래서 리비아에 있는 대한민국의 건설업체의 지위도 흔들리고 있다. 리야드에 대사관이 개설되어 있다. 서울에 주한 대사관이 개설되어 있다. 모두 41명(재외국민 40명, 시민권자 1명)의 한민족들이 리비아에 거주(2017년 11월 기준)하고 있다.

#### 마다가스카르
마다가스카르는 일찍이 1962년 6월 25일에 대한민국과 수교하였으나, 1972년에 사회주의 정권 수립과 동년 북한과의 외교관계 수립 및 당시 외무장관의 북한 방문으로 인하여 단교되었으며, 1988년 서울올림픽도 불참하였다. 그러나 동서냉전 및 소련과 동구권 사회주의 붕괴의 영향을 받아 마다가스카르에도 사회주의 정권이 끝나고 신정부가 수립되면서 1993년 5월 19일에 대한민국과 국교를 정상화하였다. 모두 235명(재외국민 235명, 시민권자 0명)의 한민족들이 마다가스카르에 거주(2017년 11월 기준)하고 있다.

#### 말라위
말라위와는 1965년 3월 9일 수교하였다. 한때 현지공관이 설치되었으나 폐쇄하여, 주 짐바브웨 대사관이 겸임을 맡게 되었다. 국제무대에서는 한국의 입장을 지지하고 있다. 모두 145명(재외국민 145명, 시민권자 0명)의 한민족들이 말라위에 거주(2017년 11월 기준)하고 있다.

#### 말리
말리와는 1990년 9월 27일에 수교하였다. 1988년 서울올림픽에서는 IOC 정회원국으로 선수 및 임원단을 파견하였다. 주 세네갈 대사관이 겸임한다. 모두 34명(재외국민 34명, 시민권자 0명)의 한민족들이 말리에 거주(2017년 11월 기준)하고 있다.

#### 모로코
모로코는 비동맹외교 표방하에 따라 한반도의 남북정부 모두와 외교관계를 맺었다. 1962년 7월 6일 한국과 수교하였다. 라바트에 대사관(주 모리타니 대사관 겸임)이 개설되어 있다. 서울에 주한 대사관이 개설되어 있다. 모두 892명(재외국민 862명, 시민권자 30명)의 한민족들이 모로코에 거주(2017년 11월 기준)하고 있다.

#### 모리셔스
모리셔스와는 1971년 7월 3일 수교하였다. 주 케냐 대사관이 겸임한다. 모두 41명(재외국민 41명, 시민권자 0명)의 한민족들이 모리셔스에 거주(2017년 11월 기준)하고 있다.

#### 모리타니
모리타니와는 1963년 7월 30일에 처음 수교하였으나, 모리타니아 정부가 1964년에 조선민주주의인민공화국과 수교함에 따라 대한민국에서 단교를 선언하여 외교 관계가 중단되었다가, 1978년 국교 재개에 합의하고 1979년부터 정상화되었다. 주 모로코 대사관이 겸임한다. 모두 70명(재외국민 70명, 시민권자 0명)의 한민족들이 모리타니에 거주(2017년 11월 기준)하고 있다.

#### 모잠비크
모잠비크와는 1993년 8월 11일에 수교하였다. 주 짐바브웨 대한민국 대사관이 겸임한다. 모두 184 명(재외국민 182 명, 시민권자 2 명)의 한민족들이 모잠비크에 거주(2017년 11월 기준)하고 있다.

#### 베냉
베냉은 1961년 8월 1일 대한민국과 수교하였으나 1975년 이 나라에 사회주의 정권이 들어서면서 그 해 단교하였다. 사회주의 정권이 끝난 이후 신정부 수립과 함께 1990년 10월 3일 다시 외교관계를 맺었다. 1988년 서울올림픽 대회에는 외교관계가 없었음에도 불구하고 IOC 정회원국 자격으로 선수 및 임원단을 서울에 파견하였다. 주 가나 대사관이 겸임하고 있다. 모두 20명(재외국민 20명, 시민권자 0명)의 한민족들이 베냉에 거주(2017년 11월 기준)하고 있다.

#### 보츠와나
이 나라는 원래 대한민국과 1968년 4월 외교 관계를 수립한 남한 단독 수교국이었다. 그러나 소비에트 연방과의 수교를 계기로 1974년 12월에 이르면 조선민주주의인민공화국과 수교해 동시수교국을 자임했으나 2014년에 북측을 단교해 다시 남한 단독 수교국이 되었다. 대한민국의 대(對)보츠와나 수출은 1005만USD, 남아프리카의 대(對)대한민국 수출은 71만USD(각 2017년 12월)에 달하여, 남아프리카는 대한민국에 있어서 제170위의 수출국이자 제179위의 수입국이다. 모두 145 명(재외국민 140 명, 시민권자 5 명)의 한민족들이 보츠와나에 거주(2017년 11월 기준)하고 있다.  주(駐)남아프리카공화국 한국공관이 겸직하고 있다.

#### 부룬디
부룬디와는 1991년 10월 3일에 수교하였다. 주 탄자니아 대사관이 겸임한다. 모두 17명(재외국민 17명, 시민권자 0명)의 한국 교민들이 부룬디에 거주(2017년 11월 기준)하고 있다.

#### 부르키나파소
부르키나파소와는 1962년 4월 20일 오트볼타 공화국 시절에 수교하였으며 국호를 부르키나파소로 변경한 이후에도 외교관계를 유지하고 있다. 주 코트디부아르 대사관이 겸임하고 있으며 양국간 의료기술, 무역협정을 체결하였다. 모두 47명(재외국민 47명, 시민권자 0명)의 한국 교민들이 부르키나파소에 거주(2020년 9월 기준)하고 있다.

#### 상투메 프린시페
상투메 프린시페와는 1988년 8월 20일에 공식수교하였다. 주 가봉 대사관이 공관을 겸임한다. 2017년 11월 현재 상투메 프린시페에 거주하는 한국인은 없다.

#### 세이셸
세이셸은 1976년 6월 28일 수교하였으나 조선민주주의인민공화국과 동년 8월에 수교하여 정치적, 군사적으로 친밀한 관계를 유지하는 등 정치적인 이슈로 인해 1980년 대한민국과 단교하였으며, 1988년 서울올림픽대회에도 참가하지 않았다. 그러나 동서냉전 종식과 소련 및 동구권 국가들의 정치체제 전환으로 1995년 1월 29일 대한민국과 재수교하였다. 주 케냐 대사관이 겸임한다. 모두 8명(재외국민 8명, 시민권자 0명)의 한국 교민들이 세이셸에 거주(2017년 11월 기준)하고 있다.

#### 소말리아
소말리아는 한국과 1987년 9월 25일 국교를 수립하였으며 1988년 서울올림픽 대회 때 자국 선수와 임원단을 서울에 파견하였고 1993년 UN 평화유지군의 일원으로 한국의 공병부대가 소말리아에 파견되었다. 2006년 한국 국적의 원양어선 동원호가 이 나라의 해적들에 의해 납치되었다가 동년 8월 석방되었다. 국교 수립후 한국은 소말리아에 현지 공관을 두었으나 1992년 폐쇄 및 철수하여 주 케냐 대사관이 겸임하고 있다. 2017년 11월 현재 소말리아에 거주하는 한국인은 없다.

#### 소말릴란드
소말릴란드는 현재 한국과 아무런 관계도 수립되어 있지 않으며, 한국 정부는 이 나라를 공식적으로 승인하고 있지 않은 상태이다. 소말릴란드가 차지하고 있는 영역을 소말리아의 영역으로 간주한다.

#### 세네갈
세네갈과는 1962년 10월 19일 수교하였으며 1988년 서울올림픽에서 선수,임원단을 서울에 파견하였고 2002년 한일월드컵때는 본선진출국으로 옛 종주국 프랑스와 서울월드컵경기장에서 열렸던 개막전에서 경기를 가진 적이 있다. 다카르에 대사관이 개설되어 있다. 이 대사관은 주 감비아, 기니, 기니비사우, 말리, 카보베르데 대사관을 겸임한다. 서울에 주한 대사관이 개설되어 있다. 모두 271명(재외국민 268명, 시민권자 3명)의 한민족들이 세네갈에 거주(2017년 11월 기준)하고 있다.

#### 수단
수단과는 1977년 4월 13일 수교하였다. 하르툼에 대사관이 개설되어 있다. 서울에 주한 대사관이 개설되어 있다. 주(駐)수단 대한민국 대사는 이병국(2007년 3월)이며, 주한 수단 대사는 모하메드 S. E. 압바스(2006년 11월)이다. 모두 48 명(재외국민 48 명, 시민권자 0명)의 한민족들이 수단에 거주(2017년 11월 기준)하고 있다.

#### 스와질란드
에스와티니와는 일찍이 1968년 11월 6일에 수교하였다. 1993년 현지 한국공관이 폐쇄되면서 주(駐) 남아프리카 공화국 한국공관이 겸직하고 있다. 이후에도 실질적인 협력관계는 계속 유지되었다. 모두 72명(재외국민 67 명, 시민권자 5 명)의 한국 교민들이 스와질란드에 거주(2017년 11월 기준)하고 있다.

#### 시에라리온
시에라리온은 한국과 1962년 6월 25일에 수교하였다. 한국은 이 나라에 공관을 설치했으나 철수하고, 현재는 주(駐) 나이지리아 공관이 겸직하고 있다. 모두 47명(재외국민 47명, 시민권자 0명)의 한민족들이 시에라리온에 거주(2017년 11월 기준)하고 있다.

#### 알제리
알제리는 사회주의 성향으로 조선민주주의공화국과 수교하고 친밀한 관계를 유지했으나, 1990년 1월 15일에 대한민국과도 외교관계를 수립하였다. 1988년 서울올림픽에서 선수 및 임원단을 파견하였으며 1993년 대전 세계박람회에도 참가하였다. 알제에 대사관이 개설되어 있다. 서울에 주한 대사관이 개설되어 있다. 모두 1,046명(재외국민 1,045명, 시민권자 1명)의 한민족들이 알제리에 거주(2017년 11월 기준)하고 있다.

#### 앙골라
앙골라와는 1992년 1월 6일에 수교하였다. 루안다에 대사관(주 나미비아 대사관을 겸임)이 개설되어 있다. 서울에 주한 대사관이 개설되어 있다. 모두 133 명(재외국민 133명, 시민권자 0 명)의 한민족들이 앙골라에 거주(2017년 11월 기준)하고 있다.

#### 에리트레아
에리트레아와는 독립과 함께 1993년 5월 24일에 수교하였다. 주 케냐 대사관이 겸임한다. 2017년 11월 현재 에리트레아에 살고 있는 한국인은 없다.

#### 에티오피아
대한민국과 에티오피아는 1963년 12월 23일에 수교하였다. 수교 이전인 1950년 한반도에서 일어난 한국전쟁에 에티오피아는 아프리카에서 남아프리카공화국과 마찬가지로 전투병력을 파견하였다.  1974년에 입헌 군주제가 폐지되고 멩기스투 정권이 공산주의 체제를 표방하면서 조선민주주의인민공화국과 가까운 관계에 있었다. 하지만 대한민국과의 수교는 그대로 유지하였다.  1988년 서울올림픽에는 국내 사정으로 불참하였다. 1991년에 옛 동유럽 공산주의 정권들의 몰락과 남북동시 유엔 가입, 멩기스투 공산주의 정권 종식과  멜레스 제나위 총리의 집권으로 대한민국과의 관계도 개선되고 있다. 모두 499명(재외국민 497명, 시민권자 2명)의 한민족들이 에티오피아에 거주(2017년 11월 기준)하고 있다.

#### 우간다
우간다와 1963년 3월 26일 수교하였다. 주 케냐 대사관이 겸임한다. 모두 413명(재외국민 413명, 시민권자 0명)의 한민족들이 우간다에 거주(2017년 11월 기준)하고 있다.

#### 이집트
이집트와는 1961년 영사급 관계를 수립하였다가, 1995년 4월 13일 대사급 관계로 격상되면서 공식적인 수교를 이루었다. 카이로에 대사관이 개설되어 있다. 서울에 주한 대사관이 개설되어 있다. 대한민국의 대(對)이집트 수출은  13억2489만USD, 이집트의 대(對)대한민국 수출은 8964만USD(각 2017년 12월)에 달하여, 이집트는 대한민국에 있어서 제42위의 수출국이자 제89위의 수입국이다. 모두 970명(재외국민 949명, 시민권자 21명)의 한민족들이 이집트에 거주(2017년 11월 기준)하고 있다.

#### 잠비아
잠비아와 한국은 1990년 9월 4일에 수교하였다. 주 짐바브웨 대한민국 대사관이 겸임한다. 모두 142 명(재외국민 138 명, 시민권자 4 명)의 한민족들이 잠비아에 거주(2017년 11월 기준)하고 있다.

#### 적도 기니
적도 기니는 한국과 1979년 9월 14일부터 외교 관계가 시작되었으며, 1980년 2월 이후 한국은 주 가봉 대사관이 겸임하고 있다. 1992년 대한 수입은 2만 7천 달러, 대한 수출은 9천 달러였으나, 교역이 많이 이루어져 2007년 기준 대한 수출은 93만 3천 달러이다. 모두 214명(재외국민 214명, 시민권자 0명)의 한민족들이 적도 기니에 거주(2017년 11월 기준)하고 있다.

#### 중앙아프리카 공화국
중앙아프리카 공화국과는 1963년 9월 5일에 수교하였고 1988년 서울 올림픽때 선수단을 파견하였다. 주 카메룬 대사관이 겸임한다. 모두 18명(재외국민 18명, 시민권자 0명)의 한민족들이 중앙아프리카 공화국에 거주(2017년 11월 기준)하고 있다.

#### 지부티
지부티는 1977년 12월 7일 한국과 수교하였다. 대한민국은 주(駐) 에티오피아 대사가 겸임하고, 지부티는 주(駐)일본 대사가 겸임하고 있다. 주(駐) 지부티 명예영사는 사업가인 Omar Nour Soubagle이다. 무역규모는 대한민국의 대(對) 지부티 수출액이 1900만 미국달러, 수입액은 미미한 수치이다.(2007년) 한국은 1991년부터 2007년까지 171만7천 미국달러를 지원하였다. 2006년에는 X-ray 장비 및 의전차량의 물자지원과 긴급구호(5만1천 미국달러), 2007년에는 식수개발장비 물자 지원이 이루어졌다. 모두 4명(재외국민 4명, 시민권자 0명)의 한민족들이 지부티에 거주(2017년 11월 기준)하고 있다.

#### 짐바브웨
짐바브웨와는 1994년 11월 18일에 수교하였다. 하라레에 대사관이 개설되어 있다. 이 대사관은 주 말라위, 모잠비크, 잠비아 대사관을 겸임한다. 모두 73명(재외국민 71명, 시민권자 2명)의 한민족들이 짐바브웨에 거주(2017년 11월 기준)하고 있다.

#### 차드
차드와는 1961년 8월 6일에 수교하였으며 의료,무역협정을 체결했다. 주 카메룬 대사관이 겸임한다. 모두 18명(재외국민 18명, 시민권자 0명)의 한민족들이 차드에 거주(2017년 11월 기준)하고 있다.

#### 카메룬
손원일(당시 주서독 대사) 특사 일행은 1960년 7월, 카메룬을 친선 방문하고, 상호간의 이해증진과 외교관계 수립에 관하여 원칙적인 합의를 보았다. 대한민국과 1961년 8월 10일에 공식수교하였다. 1963년 8월 27일, 신임 카메룬 주재 한국 대사 백선엽(당시, 주프랑스 대사 겸임)은 아마두 아히조 대통령에게 신임장을 제정하였다. 한국은 1969년 1월부터 카메룬에 상주대사관을 유지하기 시작하였다. 1970년 의료협정, 1978년 통상,경제협정, 1983년 무역협정, 1985년 문화협정(가서명) 등의 협정을 체결하였다. 외환위기의 여파로 1998년 상주대사관을 철수하고, 주나이지리아 대사관이 겸임하도록 하였다. 대사관 철수 후 모하마두 다보 명예 영사가 수도 야운데에서 활동하였다. 2008년 9월에 야운데에 다시 카메룬 상주대사관이 재개설되었다. 이 대사관은 주 중앙아프리카 공화국, 차드 대사관을 겸임한다. 모두 112명(재외국민 111명, 시민권자 1명)의 한민족들이 카메룬에 거주(2017년 11월 기준)하고 있다.

#### 카보베르데
카보베르데와는 1988년 10월 3일에 수교하였다. 주 세네갈 대사관이 겸임한다. 모두 6명(재외국민 0명, 시민권자 6명)의 한민족들이 카보베르데에 거주(2017년 11월 기준)하고 있다.

#### 케냐
케냐와는 1964년 2월 7일 외교관계를 수립하여 같은 해 나이로비에 주케냐 한국대사관이 설립되었는데 동아프리카에 세워진 대한민국 대사관으로는 가장 역사가 깊다. 이 대사관은 주 모리셔스, 세이셸, 소말리아, 에리트레아, 우간다, 코모로 대사관을 겸임한다.  서울에 주한 대사관이 개설되어 있다. 모두 1,221명(재외국민 1,183명, 시민권자 38명)의 한민족들이 케냐에 거주(2017년 11월 기준)하고 있다.

#### 코모로
코모로와는 1979년 2월 19일 수교하였다. 주 케냐 대사관이 겸임한다. 모두 4명(재외국민 4명, 시민권자 0명)의 한민족들이 코모로에 거주(2017년 11월 기준)하고 있다.

#### 코트디부아르
코트디부아르와는 1961년 7월 23일 수교하여 1966년에 아비장에 상주공관이 설치되었다. 이 대사관은 주 니제르, 라이베리아, 부르키나파소 대사관 겸임한다. 한국과 코트디부아르는 의료기술협정,문화협정,경제기술협력협정 등을 체결하였다. 서울에 주한 대사관이 개설되어 있다. 모두 239명(재외국민 231명, 시민권자 8명)의 한민족들이 코트디부아르에 거주(2017년 11월 기준)하고 있다.

#### 콩고 공화국
콩고 공화국과는 일찍이 1961년 8월 21일에 공식적으로 첫 수교를 하였으나, 사회주의 정권이 들어서면서 1965년에 단교하였다. 그러나 냉전시대 종식과 사회주의 정권 마감과 함께 1990년 6월 16일에 외교관계를 복원하였다. 주 콩고 민주 공화국 대사관이 겸임한다. 모두 4명(재외국민 4명, 시민권자 0명)의 한민족들이 콩고 공화국에 거주(2017년 11월 기준)하고 있다.

#### 콩고 민주 공화국
콩고 민주 공화국과  1963년 4월 1일 수교하였다. 주(駐) 콩고민주공화국 대한민국 대사관은 1969년 12월, 상주공관이 개설되었고 1998년 12월 공관이 철수하였다가, 2005년 9월 1인 상주공관이 개설되었고 2008년 7월 대사관(주 콩고 공화국 대사관 겸임)으로 승격하였다. 현재 대사는 김성철(2008년 9월 30일 부임, 2008년 9월 11일 신임장 제정)이다. 서울에 주한 대사관이 개설되어 있다.  한국수자원공사와 한국광물자원공사, 유럽계 사모펀드 AR의 한국법인인 ARK는 2009년 3월 4일 콩고 민주 공화국 최대 광산재벌인 조지포레스트인터내셔널(GFI)과 수자원·광물 동반 진출 협약을 체결하였다. 이로써, 한국 측은 국내 민간업체 협력을 받아 콩고민주공화국의 댐, 상하수도시설 관련 노하우를 제공하는 대신 콩고민주공으로부터 구리와 코발트를 수입할 수 있게 됐다. 모두 185명(재외국민 185명, 시민권자 0명)의 한민족들이 콩고 민주 공화국에 거주(2017년 11월 기준)하고 있다.

#### 탄자니아
탄자니아와는 1992년 4월 30일에 수교하였다.  다르에스살람에 대사관이 개설되어 있다. 이 대사관은 주 르완다, 부룬디 대사관을 겸임한다. 모두 641명(재외국민 632명, 시민권자 9명)의 한민족들이 탄자니아에 거주(2017년 11월 기준)하고 있다.

#### 토고
토고와는 1963년 7월 26일에 처음으로 수교하였으나 1974년 9월 17일 단교되었다가, 1991년 1월 23일에 재수교하였다. 주 가나 대사관이 겸임하고 있다. 모두 54명(재외국민 54명, 시민권자 0명)의 한민족들이 토고에 거주(2017년 11월 기준)하고 있다.

#### 튀니지
튀니지와는 1969년 3월 31일 수교하였다. 튀니스에 대사관이 개설되어 있다. 서울에 주한 대사관이 개설되어 있다. 모두 171명(재외국민 168명, 시민권자 3명)의 한민족들이 튀니지에 거주(2017년 11월 기준)하고 있다.

### 북아메리카

#### 과테말라
과테말라와는 1962년 10월 24일에 수교하였다. 과테말라시티에 대사관이 개설되어 있다. 모두 5,312명(재외국민 5,312명, 시민권자 0명)의 한민족들이 과테말라에 거주(2017년 11월 기준)하고 있다.

#### 그레나다
그레나다와는 1974년 8월 1일에 수교하였다. 그러나 1979년 3월에 좌파 인민혁명 군부가 집권하면서 관계가 소원해졌다가, 1985년 5월부터는 정상화되었다. 주 트리니다드 토바고 대사관이 겸임한다. 모두 13명(재외국민 13명, 시민권자 0명)의 한민족들이 그레나다에 거주(2017년 11월 기준)하고 있다.

#### 니카라과
니카라과와는 1962년 1월 26일 수교하였다. 마나과에 대사관이 개설되어 있다. 1988년 서울올림픽 때는 국내사정으로 불참했으나 1993년 대전 세계박람회에는 참가하였다. 모두 774명(재외국민 764명, 시민권자 10명)의 한민족들이 니카라과에 거주(2017년 11월 기준)하고 있다.

#### 도미니카 공화국
도미니카 공화국과는 1962년 6월 6일에 수교하였다. 도미니카 공화국에는 산토도밍고에 대사관이 개설되어 있다. 서울에 주한 대사관이 개설되어 있다. 모두 667명(재외국민 664명, 시민권자 3명)의 한민족들이 도미니카 공화국에 거주(2017년 11월 기준)하고 있다.

#### 도미니카 연방
도미니카 연방과는 1978년 11월 3일에 독립과 동시에 수교하였다. 산토도밍고에 있는 주 도미니카 공화국 한국 대사관이 겸임한다. 2017년 11월 현재 도미니카 연방에 거주하는 한국인은 한 명도 없다.

#### 멕시코
멕시코와는 1962년 1월 26일 수교하였으며 한국 전쟁 때는 UN 정회원국으로서 UN의 대한(對韓)지원 결의에 따라 물자지원을 하였다. 멕시코시티에 대사관이 개설되어 있다. 주 벨리즈, 자메이카, 쿠바 대사관을 겸임한다. 서울에 주한 대사관이 개설되어 있다. 대한민국의 대(對)멕시코 수출은 109억3259억USD, 멕시코의 대(對)대한민국 수출은 89억469만USD(각 2017년 12월)에 달하여, 멕시코는 대한민국에 있어서 제10위의 수출국이자 제25위의 수입국이다. 모두 11,673 명(재외국민 10,696 명, 시민권자 977명)의 한민족들이 멕시코에 거주(2017년 11월 기준)하고 있다.

#### 미국
- - 수교일자
    - 1882.5.22 (조·미 우호통상항해조약 체결)
    - 1949.1.1 (미국, 대한민국 정부 공식 승인)

  - 공관현황: 상주대사관(49.3.25 설치), 9개 총영사관 및 3개 출장소
  - 수출․입 현황 및 주요 품목(17)
    - 수출: 686.1억불 (전체 수출 중 약 12.0%) 반도체, 자동차, 무선통신기기, 석유제품
    - 수입: 507.5억불 (전체 수입 중 약 10.6%) 반도체, 반도체 제조용 장비, 항공기 및 부품

  - 재미 우리교민 현황 (`17): 2,492,252명(재외국민 1,035,591명, 시민권자 1,456,661명)

#### 바베이도스
바베이도스와는 1977년 11월 15일에 수교하였다. 주 트리니다드 토바고 대사관이 겸임한다. 2007년 전라남도 박준영 도지사가 여수세계박람회 유치 홍보를 위해 방문한 적이 있다. 모두 2명(재외국민 2명, 시민권자 0명)의 한민족들이 바베이도스에 거주(2017년 11월 기준)하고 있다.

#### 바하마
바하마와는 1985년 7월 8일 수교하였으며 주 미국 대한민국 대사관이 겸임하고 있다. 대한민국의 대(對)바하마 수출은  19억0442만USD, 바하마의 대(對)대한민국 수출은 1144만USD(각 2011년)에 달하여, 바하마는 대한민국에 있어서 제37위의 수출국이자 제134위의 수입국이다. 2017년 11월 현재 바하마에 거주하는 한국인은 한 명도 없다.

#### 벨리즈
벨리즈와는 1987년 4월 14일에 수교하였다. 주 멕시코 대한민국 대사관이 대사관을 겸임한다. 모두 24명(재외국민 24명, 시민권자 0명)의 한민족들이 벨리즈에 거주(2017년 11월 기준)하고 있다.

#### 세인트루시아
세인트루시아와는 1979년 2월 23일 수교하였다. 주 트리니다드 토바고 대사관이 겸임한다. 모두 4명(재외국민 4명, 시민권자 0명)의 한민족들이 세인트루시아에 거주(2017년 11월 기준)하고 있다.

#### 세인트빈센트 그레나딘
세인트빈센트 그레나딘은 독립 직후 1979년 10월 28일 수교하였으며 1988년 서울올림픽 대회에도 참가하였다. 주 트리니다드 토바고 대사관이 겸임한다. 2017년 11월 현재 세인트빈센트 그레나딘에 거주하는 한국인은 한 명도 없다.

#### 세인트키츠 네비스
세인트키츠 네비스와는 1983년 9월 19일에 수교하였다. 산토도밍고에 있는 주 도미니카 공화국 대한민국 대사관이 겸임한다. 2017년 11월 현재 세인트키츠 네비스에 거주하는 한국인은 한 명도 없다.

#### 아이티
아이티와 1962년 9월 22일에 수교하였다. 산토도밍고에 있는 주 도미니카 공화국 대한민국 대사관이 겸임한다. 모두 165명(재외국민 159명, 시민권자 6명)의 한민족들이 아이티에 거주(2017년 11월 기준)하고 있다.

#### 앤티가바부다
앤티가바부다와는 1981년 11월 1일에 수교하였는데, 앤티가바부다로서는 최초의 수교국으로, 사증면제협정 또한 체결하였다. 산토도밍고에 있는 주 도미니카 공화국 대한민국 대사관이 겸임한다. 2017년 11월 현재 앤티가바부다에 거주하는 한국인은 한 명도 없다.

#### 엘살바도르
엘살바도르와는 1962년 8월 30일 수교하였다. 산살바도르에 대사관이 개설되어 있다. 대략 300명가량이 체류해 있으며, 순수 교민은 30명 정도이다. 서울에 주한 대사관이 개설되어 있다. 모두 247 명(재외국민 193 명, 시민권자 54 명)의 한민족들이 엘살바도르에 거주(2017년 11월 기준)하고 있다.

#### 온두라스
온두라스와는 1962년 4월 1일 수교하였으며 이듬해에 현지 한국공관이 설치되었지만 후에 철수하여 주(駐)과테말라 한국공관이 겸직하고 있다가, 다시 테구시갈파에 대사관이 개설되어 있다. 서울에 주한 대사관이 개설되어 있다.  모두 286 명(재외국민 271 명, 시민권자 15명)의 한민족들이 온두라스에 거주(2017년 11월 기준)하고 있다.

#### 자메이카
자메이카와는 1962년 10월 13일에 수교하였다. 주 멕시코 대한민국 대사관이 대사관을 겸임한다. 킹스턴에는 분관이 개설되어 있다. 모두 94 명(재외국민 92 명, 시민권자 2명)의 한민족들이 자메이카에 거주(2017년 11월 기준)하고 있다.

#### 캐나다
캐나다는 1949년 4월 대한민국을 한반도의 유일한 합법정부로 승인하였다. 한국 전쟁 때는 유엔군의 일원으로 참전해서 약 2만 7천명의 병사로 대한민국을 지원하였다. 1963년 1월 14일 대한민국과 공식수교하면서 여러 무역 협정과 기술 협력 협정, 비자 면제 협정 등을 체결하였다. 오타와에 대사관이, 몬트리올, 밴쿠버, 토론토에 총영사관이 개설되어 있다. 몬트리올 총영사관은 주 국제 민간 항공 기구 대표부도 겸임한다. 서울에 주한 대사관이 개설되어 있다. 2009년 기준으로 캐나다는 대한민국의 열네 번째 중요 교역 대상국으로, 대한민국은 캐나다의 여덟 번째 중요 교역 대상국으로 떠올랐다. 대한민국의 대(對)캐나다 수출은 47억1766만USD, 캐나다의 대(對)대한민국 수출은 50억4259만USD(각 2017년 12월)에 달하여, 캐나다는 대한민국에 있어서 제23위의 수출국이자 제23위의 수입국이다. 모두 240,942 명(재외국민 111,394 명, 시민권자 129,548 명)의 한민족들이 캐나다에 거주(2017년 11월 기준)하고 있다. 이들은 주로 온타리오주와 브리티시컬럼비아주, 퀘벡주에 거주하고 있고, 유학생도 해마다 증가하고 있다.
| 서울/인천 \|\| align=center\|ICN \|\| align=center\|RKSI \|\| 인천 | ○대한항공(2개) : 밴쿠버, 토론토 ○아시아나항공(2개): 밴쿠버, 토론토 |

#### 코스타리카
코스타리카와는 1962년 8월 15일에 수교하였다. 산호세에 대사관이 개설되어 있다. 서울에 주한 대사관이 개설되어 있다. 모두 461 명(재외국민 418 명, 시민권자 43 명)의 한민족들이 코스타리카에 거주(2017년 11월 기준)하고 있다.

#### 쿠바
대한민국은 1949년 쿠바를 승인하였고 1949년 7월 12일, 카를로스 프리오 소카라스 대통령 치세의 쿠바는 대한민국을 승인하였다. 쿠바는 1950년 한국전쟁 때 UN의 대한(對韓)지원 결의에 따라 279만 달러를 원조하였으나, 1959년 카스트로 혁명이 일어나고, 소련의 접근으로 사회주의 정부가 수립되면서 외교관계가 이루어지지 못했다. 이후 쿠바는 대한민국을 미국의 수교 및 사실상의 동맹국인데다 주한미군의 주둔을 이유삼아 매우 적대적인 시각으로 대하였으며, 국제사회에서도 조선민주주의인민공화국 및 여러 공산국가들의 입장을 지지하고 1988년 서울올림픽에도 불참하는 등 대한민국을 매우 기피해왔다. 그러나 탈냉전 이후로는 실리외교로 전환하여 오랫동안 적대시해왔던 대한민국과도 관계개선을 희망하여 경제면에서는 활발한 교류를 하고 있다. 대한민국 정부는 줄곧 쿠바와 수교를 원해왔으나, 쿠바는 조선민주주의인민공화국의 단독 수교국으로서 대한민국과의 수교에는 소극적인 태도를 보이고 있었다. 그러다가 2024년 2월 14일에 대한민국과 쿠바 간의 외교 관계가 수립되었다. 주 멕시코 대한민국 대사관이 주 쿠바 대사관을 겸한다. 모두 33명(재외국민 30명, 시민권자 3명)의 한민족들이 쿠바에 거주(2017년 11월 기준)하고 있다.

#### 트리니다드 토바고
트리니다드 토바고와는 1985년 7월 23일 대한민국과 공식수교하였다. 한때 한국은 이 나라에 공관을 두었는데 1999년 폐쇄하여 주베네수엘라 대사관이 겸임하고 있다가 포트오브스페인에 대사관을 재개설하였다. 이 대사관은 주 그레나다, 바베이도스, 세인트루시아, 세인트빈센트 그레나딘 대사관을 겸임한다. 대한민국의 대(對)트리니다드 토바고 수출은 1억1916만USD, 트리니다드 토바고의 대(對)대한민국 수출은 1억9939만USD(각 2017년 12월)에 달하여, 트리니다드 토바고는 대한민국에 있어서 제102위의 수출국이자 제69위의 수입국이다. 모두 37명(재외국민 37명, 시민권자 0명)의 한민족들이 트리니다드 토바고에 거주(2017년 11월 기준)하고 있다.

#### 파나마
파나마는 1948년 12월 12일 대한민국을 승인, 1962년 9월 30일 국교를 수립했다. 1973년 5월 5일 파나마 상주 대사관이 개설되었으며, 1979년 3월 1일에는 주한 파나마 상주 대사관이 개설되었다. 1984년 7월 대통령 당선자 바를레타가 대한민국을 방문하여 우호를 다졌다. 양국간에 문화협정(1974. 6)·항공협정(1979. 12)이 체결되었다. 해외지사 14개, 교포상사 9개가 진출해 있다. 대한민국은 의류·선박을 수출하고, 파나마는 선박·석유를 수출한다. 1996년 대한수입액은 31억 9,501만 달러이고, 대한수출액은 5억 4,765만 달러이다. 1997년 교민수는 89명, 체류자는 239명에 이른다. 대한민국의 대(對)파나마 수출은 16억4205만USD, 파나마의 대(對)대한민국 수출은 1억4130만USD(각 2017년 12월)에 달하여, 파나마는 대한민국에 있어서 제37위의 수출국이자 제78위의 수입국이다. 현재는 모두 465 명(재외국민 455 명, 시민권자 10명)의 한민족들이 파나마에 거주(2017년 11월 기준)하고 있다.

### 남아메리카

#### 가이아나

바라트 자그데오 가이아나 대통령과 이명박 대한민국 대통령의 환담(2010)

가이아나와는 1968년 6월 13일 수교하였다. 주 베네수엘라 대사관이 겸임한다. 대한민국의 대(對)가이아나 수출은 1764만USD, 가이아나의 대(對)대한민국 수출은 292만USD(각 2017년 12월)에 달하여, 가이아나는 대한민국에 있어서 제156위의 수출국이자 제156위의 수입국이다. 2017년 11월 현재 가이아나에 거주하는 한국인은 한 명도 없다.

#### 베네수엘라
베네수엘라와는 1965년 4월 20일에 수교하고, 1973년 7월에 카라카스에 주(駐)베네수엘라 대한민국대사관(주 가이아나, 수리남 대사관 겸임)이, 1983년에 주한 베네수엘라대사관이 설치되었다. 한국과는 과학·기술협정(1993년 10월), 외교관·관용사증 면제협정(1994년 11월), 문화협정(1995년 3월)을 체결하였다. 베네수엘라는 전통적으로 친한(親韓) 우호정책을 견지해 왔다. 한반도 문제에 대해서는 한국의 평화통일에 대한 노력을 지지하고, 1995년 한국의 유엔 안전보장이사회 비상임 이사국 진출을 지지하는 등 국제무대에서 서로 협력하고 있다. 특히 최근 대한민국의 해군수송선 등 각종 군사장비 수출 및 기술제휴 이후 양국 정부 간 관계가 더욱 강화되고 있다. 대한민국은 연수생 초청, 전문가 파견, 무상원조 등으로 베네수엘라와 꾸준한 경제협력관계를 유지하고 있다. 베네수엘라에 무상으로 1989년 5만 달러 상당의 컴퓨터, TV 등 교육용기자재, 1999년 수재의연금 5만 달러, 2000년 4만 달러 상당의 버스 1대, 2001년 4만 달러 상당의 컴퓨터, 재봉틀 등을 원조하였다. 2007년 3월 기준으로 교민수는 체류자 및 선원을 포함하여 약 200명(카라카스에 약 150명)에 이른다. 주로 사업(의류, 가방, 플라스틱 제품 제조 및 판매), 침술, 체육관 운영(태권도), 수산업, 요식업 등에 종사하고 있다. 모두 516 명(재외국민 491 명, 시민권자 25 명)의 한민족들이 베네수엘라에 거주(2017년 11월 기준)하고 있다.

#### 볼리비아
볼리비아와는 1965년 4월 25일 국교를 수립했다. 라파스에 대사관이 개설되어 있다. 모두 648 명(재외국민 625 명, 시민권자 23 명)의 한민족들이 볼리비아에 거주(2017년 11월 기준)하고 있다.

#### 수리남
수리남과는 1975년 11월 28일에 수교하였으며 독립 이전인 1951년 한국 전쟁때 네덜란드 국적으로 수리남 군인 115명이 전쟁에 참전하여 네덜란드군과 함께 참전한 경력이 있다. 주 베네수엘라 대사관이 겸임한다. 모두 54 명(재외국민 44 명, 시민권자 10 명)의 한민족들이 수리남에 거주(2017년 11월 기준)하고 있다.재밌는 드라마

#### 에콰도르
에콰도르와는 1962년 10월 5일에 외교관계를 수립하였다. 에콰도르는 한국 전쟁 때는 당시 UN비상임이사국으로서 UN의 대한(對韓)지원을 적극적으로 지지하였으며 여러 물자를 원조하였다. 대한민국 단독수교국이다. 대한민국은 키토에, 아르헨티나는 서울에 각각 상주 대사관을 설치하였다. 2017년 11월 시점에 733 명(재외국민 718 명, 시민권자 15 명)의 한민족들이 에콰도르에 거주하고 있다.

#### 우루과이
양국은 1964년 10월 7일 수교한 이래 정치, 경제, 문화 및 국제무대에서 전통적으로 긴밀한 협력관계를 유지하여 오고 있다. 2008년 9월, 우루과이의 대통령 타바레 바스케스가 한국을 방문하였다. 양국간 문화, 어업, 무역, 경제과학기술, 사증면제협정 등이 체결되었다. 한국은 몬테비데오에 상주 대사관을 두고 있으나, 우루과이는 2002년 11월 30일, 우루과이의 경제위기로 주한 대사관을 잠정폐쇄하였다. 2007년 양국간 교역규모가 1억 1200만 미국달러이고 50여 척의 한국 어선이 우루과이의 수도 몬테비데오항을 전진기지로 하여 남대서양에서 조업하고 있으며, 현재 50여 가구 150여 명의 한국 교민이 거주하고 있다. 서울에 주한 대사관이 개설되어 있다. 모두 301명(재외국민 283명, 시민권자 18명)의 한민족들이 우루과이에 거주(2017년 11월 기준)하고 있다.

#### 칠레
칠레와는 1962년 6월 12일 공식수교하였으며 산티아고에 대사관이 개설되어 있다. 서울에 주한 대사관이 개설되어 있다. 2003년 사상 최초로 한국과 자유무역협정을 체결한 첫 국가가 되었다. 한국 내에서 한국 농업인들의 거센 반발이 있었으나 양국간의 자유무역협정은 무난히 체결되었다. 대한민국의 대(對)칠레 수출은 15억3000만USD, 칠레의 대(對)대한민국 수출은 38억390만USD(각 2017년 12월)에 달하여, 칠레는 대한민국에 있어서 제39위의 수출국이자 제26위의 수입국이다. 정치적으로는 양국간 우호적 관계를 유지하고 있다. 모두 2,635 명(재외국민 2,565명, 시민권자 70 명)의 한민족들이 칠레에 거주(2017년 11월 기준)하고 있다.

#### 콜롬비아
콜롬비아는 남아메리카 국가 중 유일한 한국전쟁 참전국으로 당시 UN군으로 참전하여 1068명의 병력과 프리킷함 1척을 파견하였다. 콜롬비아의 입장에서 볼 때 한국전쟁 개입은 외교정책의 이념적 요인보다는 국내의 안정이 주요 문제로 대두되는 상황 속에서 미국과의 동맹을 통해 국내의 정치적 안정을 추구했던 것으로 분석된다. 대한민국과는 1962년 3월 10일 수교하였으며 1971년 6월 보고타에 주 콜롬비아 상주공관을 설립하였다. 서울에 주한 대사관이 개설되어 있다. 대한민국의 대(對)콜롬비아 수출은 8억1372만USD, 콜롬비아의 대(對)대한민국 수출은 6억5135만USD(각 2017년 12월)에 달하여, 콜롬비아는 대한민국에 있어서 제59위의 수출국이자 제51위의 수입국이다. 모두 941 명(재외국민 937 명, 시민권자 4 명)의 한민족들이 콜롬비아에 거주(2017년 11월 기준)하고 있다.  중립외교를 추구하여 1988년에는 북한과도 수교하였다. 1996년 10월 에르네스토 삼페르 대통령이 방한하였다. 같은 달 투자진흥협정을 체결하였다. 1951년 11월 1일 콜롬비아 카르타헤나 항구에서 한국전쟁에 참전할 군인을 태운 구축함 Padilla호가 출발하였음을 기념하여 만든 ‘콜롬비아 한국전 참전기념비’가 2008년 11월 1일 준공되었다.

#### 파라과이
파라과이와 1962년 6월 12일 수교한 이래 문화협정(1973), 과학·기술협력협정(1975), 무역협정(1981), 사증면제협정(1982), 투자보장협정(1992), 범죄인 인도협정(1996) 등을 체결하였다. 전통적으로 대한민국에 대해 우호정책을 취하고 각급 국제무대에서 대한민국의 입장을 적극 지지해왔으며, 자국의 경제발전을 위해 대한민국의 경제발전 모델을 도입하려 하고 있다. 특히, 대한민국 기업의 투자진출 및 경제, 기술, 교육 등의 분야에서 대한민국과의 실질적인 협력관계 증진에 큰 관심을 갖고 있다. 아순시온에 대사관이 개설되어 있고, 서울 주재 파라과이 대사관의 경우, 몽골·필리핀·캄보디아·싱가포르 주재 대사관을 겸임 관할하고 있다. 모두 5,090 명(재외국민 4,950 명, 시민권자 140명)의 한민족들이 파라과이에 거주(2017년 11월 기준)하고 있다.

#### 페루
페루와 1963년 4월 1일 수교한데 이어, 통상협정(1974), 경제과학기술협정(1981), 입국사증면제협정(1982), 문화협정(1983), 투자보장협정(1993), 남극협력협정(1996), 관광협정(2002), 범죄인도조약(2003)을 체결하였다. 리마에 대사관이 개설되어 있다. 서울에 주한 대사관이 개설되어 있다. 대한민국의 대(對)페루 수출은 9억1366만USD, 페루의 대(對)대한민국 수출은 21억3288만USD(각 2017년 12월)에 달하여, 페루는 대한민국에 있어서 제55위의 수출국이자 제32위의 수입국이다. 모두 894 명(재외국민 881 명, 시민권자 13 명)의 한민족들이 페루에 거주(2017년 11월 기준)하고 있다. 1964년, 주 브라질 박동진 대사가 페루 대사를 겸임하였다.

### 오세아니아

#### 나우루
나우루와 1979년 8월 20일 수교하였다. 주(駐)피지 대사관이 겸임하고 있다. 현재 대사는 전남진(2007.8)이다. 나우루의 대한민국에 대한 수출액은 988만 미국달러(주로 인광석)이고, 대한민국의 나우루에 대한 수출액은 1,580만 미국달러(모두 2007년 자료)이다. 2017년 11월 현재 나우루에 거주하는 한국인은 한 명도 없다.

#### 니우에
니우에는 뉴질랜드로부터 상당한 자치권을 인정받아 외교관계 수립도 가능한 상태로, 대한민국과 니우에는 2023년 5월 29일에 수교하였다.

#### 마셜 제도
마셜 제도와는 1991년 4월 5일 수교하였다. 양국간 상주공관은 없고, 대한민국은 주(駐)피지 대한민국 대사관이 겸임하며, 현재 대사는 전남진(2007년 9월)이다. 마셜 제도는 주일본 마셜 제도 대사관이 겸임하며, 현재 대사는 아마플레인 E 카부아이다. 대한민국의 대(對)마셜 제도 수출은 68억6656만USD, 마셜 제도의 대(對)대한민국 수출은 2762만USD(각 2017년 12월)에 달하여, 마셜 제도는 대한민국에 있어서 제18위의 수출국이자 제115위의 수입국이다. 모두 24명(재외국민 24명, 시민권자 0명)의 한민족들이 마셜 제도에 거주(2017년 11월 기준)하고 있다.

#### 미크로네시아 연방
양국은 1991년 4월 5일에 수교하였다. 미크로네시아 연방과는 양국 모두 재외공관을 두고있지 않다. 주(駐)피지 대사관이 겸임하고 있다. 모두 10명(재외국민 10명, 시민권자 0명)의 한민족들이 미크로네시아 연방에 거주(2022년 12월 기준)하고 있다.

#### 바누아투
바누아투는 주(駐)파푸아뉴기니 대사관이 겸임하고 있다.  1980년 7월 독립경축식에 대한민국은 윤하정(尹河珽) 주(駐)뉴질랜드 대사를 경축사절로 파견하였다. 이후 1980년 11월에 수교하였다. 모두 70명(재외국민 69명, 시민권자 1명)의 한민족들이 바누아투에 거주(2022년 12월 기준)하고 있다.

#### 사모아
사모아(서사모아)는 원래는 조선민주주의인민공화국과도 수교를 맺고 있었으나, 1983년의 아웅산묘역 폭탄테러사건 이후로는 조선민주주의인민공화국과 단교함으로써 대한민국 단독 수교국이 되었다. 1972년 9월에 수교하였다. 2024년 2월 현재 사모아에 사는 한국인은 한 명도 없다.

#### 솔로몬 제도
양국은 1978년 9월 15일에 수교하였다. 솔로몬 제도는 주(駐)파푸아뉴기니 대사관이 겸임하고 있다. 모두 58명(재외국민 43 명, 시민권자 15 명)의 한민족들이 솔로몬 제도에 거주(2017년 11월 기준)하고 있다.

#### 오스트레일리아
오스트레일리아는 한국 전쟁에 참전하였다. 오스트레일리아군은 한국 전쟁 때 339명이 전사했다. 1961년 10월 30일에 수교하였다. 캔버라에 대사관이, 시드니에 총영사관이 개설되어 있다. 서울에 주한 대사관이 개설되어 있다. 대한민국의 대(對)오스트레일리아 수출은 198억6168만USD, 오스트레일리아의 대(對)대한민국 수출은 191억5971만USD(각 2017년 12월)에 달하여, 오스트레일리아는 대한민국에 있어서 제6위의 수출국이자 제6위의 수입국이다. 모두 180,004 명(재외국민 130,470 명, 시민권자 49,534명)의 한민족들이 오스트레일리아에 거주(2017년 11월 기준)하고 있다.
| 서울/인천 \|\| align=center\|ICN \|\| align=center\|RKSI \|\| 인천 | ○대한항공(3개) : 멜버른, 브리즈번, 시드니 ○아시아나항공(1개): 시드니 |

#### 쿡 제도
양국은 2013년 2월 22일에 수교하였다. 2024년 2월 현재 쿡 제도에 거주하는 한국인은 한 명도 없다.

#### 키리바시
양국은 1980년 5월에 수교하였다. 키리바시는 주(駐)피지 대사관이 겸임하고 있다. 모두 11명(재외국민 11명, 시민권자 0명)의 한민족들이 키리바시에 거주(2017년 11월 기준)하고 있다.

#### 통가
통가와 1970년 9월 수교하였다. 1980년에는 외무장관 겸 국방장관인 투푸토아 왕세자, 1996년에는 총리 배론 베아가 방한하였다. 2000년도 통계에 따르면 대한수입 43만 7000달러, 대한수출 7000달러이다. 모두 15명(재외국민 14 명, 시민권자 1명)의 한민족들이 통가에 거주(2017년 11월 기준)하고 있다.

#### 투발루
양국은 1978년 11월에 수교하였다. 투발루는 친서방 및 반공(反共) 외교정책을 강조하는 나라로 한국과 단독수교하였다. 주(駐)피지 대사관이 겸임하고 있다. 2024년 2월 현재 투발루에 거주하는 한국인은 한 명도 없다.

#### 파푸아 뉴기니
양국은 1976년 5월 19일에 수교하였다. 파푸아뉴기니는 포트모르즈비에 대사관이 개설되어 있다. 이 대사관은 주 바누아투, 솔로몬 제도 대사관을 겸임한다. 서울에 주한 대사관이 개설되어 있다. 모두 146명(재외국민 141명, 시민권자 5명)의 한민족들이 파푸아뉴기니에 거주(2022년 12월 기준)하고 있다.

#### 팔라우
양국은 1995년 3월에 수교하였다. 마닐라의 주필리핀 대사관이 팔라우 대사관을 겸임하고 있다. 모두 36명(재외국민 35명, 시민권자 1명)의 한민족들이 팔라우에 거주(2022년 12월 기준)하고 있다.
| 서울/인천 \|\| align=center\|ICN \|\| align=center\|RKSI \|\| 인천 | ○아시아나항공(1개): 멜레케오크 |

#### 피지
피지는 수바에 대한민국의 대사관이 개설되어 있어 나우루, 마셜 제도, 미크로네시아 연방, 키리바시, 투발루 대사관을 겸임한다. 모두 1,172 명(재외국민 1,026 명, 시민권자 146 명)의 한민족들이 피지에 거주(2017년 11월 기준)하고 있다.  한국은 피지가 독립한 1970년, 피지를 승인하였고 양국은 1971년 1월 30일에 공식 외교 관계를 수립하였다. 양국의 관계는 우호적인데, 이는 피지 당국의 의지에 힘입은 바 크다.  2011년 12월, 피지는 무역, 투자 및 인적 교류를 증진하기 위하여 2012년 상반기 중에 서울에 대사관을 개설하겠다고 발표하였다. 2012년 7월 19일에 피지 정부는 주한 대사관을 서울에 개관하였다.
| 서울/인천 \|\| align=center\|ICN \|\| align=center\|RKSI \|\| 인천 | ○대한항공(1개) : 나디 |

## 영토 분쟁
- 대한민국은 조선민주주의인민공화국을 국가로 인정하지 않고, 조선민주주의인민공화국이 차지한 영역 전체를 자국의 영토로 대한민국 헌법 제3조에 규정하고 있다.
- 대한민국과 일본은 독도(일본측 명칭 다케시마)에 대한 영유권 분쟁을 벌이고 있다. 대한민국 정부는 독도가 명백한 대한민국 영토이므로 분쟁 지역이 아니라는 입장을 견지하고 있다.
- 현재 중화인민공화국 영토인 일부 백두산 북부에 대해 대한민국이 명목상의 영유권을 내세우고 있으나, 대한민국 정부가 정식으로 문제를 거론한 적은 없고 다만 정부 발행 지도의 국경선 표시를 통해 그것을 간접적으로 드러내고 있다. 단 이 지역의 국경에 대해서는 당사국인 중화인민공화국과 조선민주주의인민공화국 사이의 조약에 의해 양국간 분쟁 없이 국경이 확정된 상태이다. 한편 중화민국 역시 명목상으로나마 백두산 전체(중화인민공화국과 조선민주주의인민공화국 관할구역 모두)에 대한 영유권을 주장한다.
- 2006년에는 중화인민공화국 정부가 대한민국의 이어도 영유권을 인정할 수 없다는 입장을 밝히기도 하였다.[87]
- 러시아와 대한민국의 영토 분쟁으로는 녹둔도 문제가 있다.

## 외교부
외교부는 대한민국의 중앙 행정기관이다. 외교 정책의 수립 및 시행, 외국과의 통상 및 통상 교섭, 대외 경제 관련 외교 정책의 수립 시행 및 종합 조정, 조약 기타 국제 협정에 관한 사무 관장, 재외국민의 보호 지원, 문화협력 및 대외공보 사무 관장, 국제사정 조사 및 이민사무를 관장한다. 주소는 서울 세종로 정부중앙청사 별관에 위치해있다.
장관과 두 차관이 있으며, 장관급 통상교섭본부장을 따로 둔다. 각국에 대사관 또는 영사관을 개설, 자국민에게 도움을 주고 있다.

## 대외 관계 소식

### 아시아
| - 주 일본 대한민국 대사관 - 주 요코하마 대한민국 총영사관 - 주 오사카 대한민국 총영사관 - 주 나고야 대한민국 총영사관 - 주 후쿠오카 대한민국 총영사관 - 주 히로시마 대한민국 총영사관 - 주 센다이 대한민국 총영사관 - 주 고베 대한민국 총영사관 - 주 니가타 대한민국 총영사관 - 주 삿포로 대한민국 총영사관 - 주 중국 대한민국 대사관 - 주 상하이 대한민국 총영사관 - 주 광저우 대한민국 총영사관 - 주 칭다오 대한민국 총영사관 - 주 선양 대한민국 총영사관 - 주 다롄 대한민국 출장소 - 주 우한 대한민국 총영사관 - 주 청두 대한민국 총영사관 - 주 시안 대한민국 총영사관 - 주 홍콩 대한민국 총영사관 - 주 타이베이 대한민국 대표부 - 주 몽골 대한민국 대사관 | - 주 태국 대한민국 대사관 - 주 베트남 대한민국 대사관 - 주 호찌민 대한민국 총영사관 - 주 다낭 대한민국 총영사관 - 주 캄보디아 대한민국 대사관 - 주 시엠립 대한민국 분관 - 주 라오스 대한민국 대사관 - 주 미얀마 대한민국 대사관 - 주 말레이시아 대한민국 대사관 - 주 싱가포르 대한민국 대사관 - 주 인도네시아 대한민국 대사관 - 주 필리핀 대한민국 대사관 - 주 세부 대한민국 분관 - 주 필리핀 대한민국 대사관 - 팔라우 - 주 브루나이 대한민국 대사관 - 주 동티모르 대한민국 대사관 - 주 인도 대한민국 대사관 - 주 뭄바이 대한민국 총영사관 - 주 첸나이 대한민국 총영사관 - 주 파키스탄 대한민국 대사관 - 주 카라치 대한민국 분관 - 주 방글라데시 대한민국 대사관 - 주 방글라데시 대한민국 대사관 - 부탄 - 주 스리랑카 대한민국 대사관 - 주 스리랑카 대한민국 대사관 - 몰디브 - 주 네팔 대한민국 대사관 | - 주 이라크 대한민국 대사관 - 주 이란 대한민국 대사관 - 주 사우디아라비아 대한민국 대사관 - 주 지다 대한민국 총영사관 - 주 레바논 대한민국 대사관 - 주 레바논 대한민국 대사관 - 시리아 - 주 이스라엘 대한민국 대사관 - 주 팔레스타인 대한민국 대표사무소 - 주 요르단 대한민국 대사관 - 주 쿠웨이트 대한민국 대사관 - 주 아랍에미리트 대한민국 대사관 - 주 두바이 대한민국 총영사관 - 주 카타르 대한민국 대사관 - 주 바레인 대한민국 대사관 - 주 예멘 대한민국 대사관 - 주 오만 대한민국 대사관 - 주 우즈베키스탄 대한민국 대사관 - 주 카자흐스탄 대한민국 대사관 - 주 알마티 대한민국 총영사관 - 주 타지키스탄 대한민국 대사관 - 주 키르기스스탄 대한민국 대사관 - 주 투르크메니스탄 대한민국 대사관 - 주 아프가니스탄 대한민국 대사관 |

### 유럽
| - 주 영국 대한민국 대사관 - 주 아일랜드 대한민국 대사관 - 주 프랑스 대한민국 대사관 - 주 프랑스 대한민국 대사관 - 모나코 - 주 벨기에 대한민국 대사관 - 주 벨기에 대한민국 대사관 - 룩셈부르크 - 주 네덜란드 대한민국 대사관 - 주 스페인 대한민국 대사관 - 주 바르셀로나 대한민국 총영사관 - 주 라스팔마스 대한민국 분관 - 주 스페인 대한민국 대사관 - 안도라 - 주 포르투갈 대한민국 대사관 - 주 이탈리아 대한민국 대사관 - 주 밀라노 대한민국 총영사관 - 주 이탈리아 대한민국 대사관 - 산마리노 - 주 이탈리아 대한민국 대사관 - 몰타 - 주 바티칸 시국 대한민국 대사관 - 주 그리스 대한민국 대사관 - 주 그리스 대한민국 대사관 - 키프로스 - 주 그리스 대한민국 대사관 - 알바니아 - 주 터키 대한민국 대사관 - 주 이스탄불 대한민국 총영사관 | - 주 덴마크 대한민국 대사관 - 주 노르웨이 대한민국 대사관 - 주 노르웨이 대한민국 대사관 - 아이슬란드 - 주 스웨덴 대한민국 대사관 - 주 핀란드 대한민국 대사관 - 주 핀란드 대한민국 대사관 - 에스토니아 - 주 라트비아 대한민국 대사관 - 주 독일 대한민국 대사관 - 주 프랑크푸르트 대한민국 총영사관 - 주 함부르크 대한민국 총영사관 - 주 본 대한민국 분관 - 주 스위스 대한민국 대사관 - 주 스위스 대한민국 대사관 - 리히텐슈타인 - 주 오스트리아 대한민국 대사관 - 주 오스트리아 대한민국 대사관 - 코소보 - 주 오스트리아 대한민국 대사관 - 슬로베니아 - 주 폴란드 대한민국 대사관 - 주 폴란드 대한민국 대사관 - 리투아니아 - 주 체코 대한민국 대사관 - 주 슬로바키아 대한민국 대사관 - 주 헝가리 대한민국 대사관 | - 주 세르비아 대한민국 대사관 - 주 세르비아 대한민국 대사관 - 몬테네그로 - 주 크로아티아 대한민국 대사관 - 주 크로아티아 대한민국 대사관 - 보스니아 헤르체고비나 - 주 루마니아 대한민국 대사관 - 주 불가리아 대한민국 대사관 - 주 불가리아 대한민국 대사관 - 북마케도니아 - 주 러시아 대한민국 대사관 - 주 상트페테르부르크 대한민국 총영사관 - 주 이르쿠츠크 대한민국 총영사관 - 주 블라디보스토크 대한민국 총영사관 - 주 러시아 대한민국 대사관 - 아르메니아 - 주 아제르바이잔 대한민국 대사관 - 주 아제르바이잔 대한민국 대사관 - 조지아 - 주 우크라이나 대한민국 대사관 - 주 우크라이나 대한민국 대사관 - 몰도바 - 주 벨라루스 대한민국 대사관 |

### 아메리카
| - 주 미국 대한민국 대사관 - 주 뉴욕 대한민국 총영사관 - 주 보스턴 대한민국 총영사관 - 주 애틀랜타 대한민국 총영사관 - 주 시카고 대한민국 총영사관 - 주 휴스턴 대한민국 총영사관 - 주 댈러스 대한민국 출장소 - 주 로스앤젤레스 대한민국 총영사관 - 주 샌프란시스코 대한민국 총영사관 - 주 시애틀 대한민국 총영사관 - 주 앵커리지 대한민국 출장소 - 주 호놀룰루 대한민국 총영사관 - 주 하갓냐 대한민국 출장소 - 주 호놀룰루 대한민국 총영사관 - 아메리칸사모아 - 주 캐나다 대한민국 대사관 - 주 토론토 대한민국 총영사관 - 주 몬트리올 대한민국 총영사관 - 주 밴쿠버 대한민국 총영사관 | - 주 멕시코 대한민국 대사관 - 주 멕시코 대한민국 대사관 - 쿠바 - 주 니카라과 대한민국 대사관 - 주 엘살바도르 대한민국 대사관 - 주 엘살바도르 대한민국 대사관 - 벨리즈 - 주 온두라스 대한민국 대사관 - 주 과테말라 대한민국 대사관 - 주 코스타리카 대한민국 대사관 - 주 파나마 대한민국 대사관 - 주 도미니카 공화국 대한민국 대사관 - 주 도미니카 공화국 대한민국 대사관 - 아이티 - 주 도미니카 공화국 대한민국 대사관 - 바하마 - 주 도미니카 공화국 대한민국 대사관 - 세인트키츠 네비스 - 주 도미니카 공화국 대한민국 대사관 - 앤티가 바부다 - 주 도미니카 공화국 대한민국 대사관 - 도미니카 연방 - 주 자메이카 대한민국 대사관 - 주 트리니다드 토바고 대한민국 대사관 - 주 트리니다드 토바고 대한민국 대사관 - 세인트루시아 - 주 트리니다드 토바고 대한민국 대사관 - 세인트빈센트 그레나딘 - 주 트리니다드 토바고 대한민국 대사관 - 그레나다 - 주 트리니다드 토바고 대한민국 대사관 - 바베이도스 | - 주 브라질 대한민국 대사관 - 주 상파울루 대한민국 총영사관 - 주 아르헨티나 대한민국 대사관 - 주 칠레 대한민국 대사관 - 주 우루과이 대한민국 대사관 - 주 파라과이 대한민국 대사관 - 주 볼리비아 대한민국 대사관 - 주 페루 대한민국 대사관 - 주 콜롬비아 대한민국 대사관 - 주 에콰도르 대한민국 대사관 - 주 베네수엘라 대한민국 대사관 - 주 베네수엘라 대한민국 대사관 - 가이아나 - 주 베네수엘라 대한민국 대사관 - 수리남 |

### 아프리카
| - 주 이집트 대한민국 대사관 - 주 리비아 대한민국 대사관 - 주 수단 대한민국 대사관 - 주 수단 대한민국 대사관 - 에리트레아 - 주 알제리 대한민국 대사관 - 주 튀니지 대한민국 대사관 - 주 모로코 대한민국 대사관 - 주 모로코 대한민국 대사관 - 모리타니 - 주 세네갈 대한민국 대사관 - 주 세네갈 대한민국 대사관 - 말리 - 주 세네갈 대한민국 대사관 - 감비아 - 주 세네갈 대한민국 대사관 - 기니 - 주 세네갈 대한민국 대사관 - 기니비사우 - 주 세네갈 대한민국 대사관 - 카보베르데 - 주 코트디부아르 대한민국 대사관 - 주 코트디부아르 대한민국 대사관 - 부르키나파소 - 주 코트디부아르 대한민국 대사관 - 니제르 - 주 가나 대한민국 대사관 - 주 가나 대한민국 대사관 - 베냉 - 주 가나 대한민국 대사관 - 토고 - 주 나이지리아 대한민국 대사관 - 주 라고스 대한민국 분관 - 주 나이지리아 대한민국 대사관 - 시에라리온 - 주 나이지리아 대한민국 대사관 - 라이베리아 | - 주 카메룬 대한민국 대사관 - 주 카메룬 대한민국 대사관 - 중앙아프리카 공화국 - 주 카메룬 대한민국 대사관 - 차드 - 주 콩고 민주 공화국 대한민국 대사관 - 주 콩고 민주 공화국 대한민국 대사관 - 콩고 공화국 - 주 가봉 대한민국 대사관 - 주 가봉 대한민국 대사관 - 상투메 프린시페 - 주 적도 기니 대한민국 대사관 - 주 탄자니아 대한민국 대사관 - 주 케냐 대한민국 대사관 - 주 케냐 대한민국 대사관 - 소말리아 - 주 우간다 대한민국 대사관 - 주 우간다 대한민국 대사관 - 남수단 - 주 르완다 대한민국 대사관 - 주 르완다 대한민국 대사관 - 부룬디 - 주 에티오피아 대한민국 대사관 - 주 에티오피아 대한민국 대사관 - 지부티 - 주 에티오피아 대한민국 대사관 - 세이셸 | - 주 남아프리카 공화국 대한민국 대사관 - 주 남아프리카 공화국 대한민국 대사관 - 레소토 - 주 남아프리카 공화국 대한민국 대사관 - 에스와티니 - 주 남아프리카 공화국 대한민국 대사관 - 보츠와나 - 주 짐바브웨 대한민국 대사관 - 주 짐바브웨 대한민국 대사관 - 잠비아 - 주 짐바브웨 대한민국 대사관 - 말라위 - 주 앙골라 대한민국 대사관 - 주 앙골라 대한민국 대사관 - 나미비아 - 주 모잠비크 대한민국 대사관 - 주 마다가스카르 대한민국 대사관 - 주 마다가스카르 대한민국 대사관 - 코모로 - 주 마다가스카르 대한민국 대사관 - 모리셔스 |

### 오세아니아
- 주 호주 대한민국 대사관
- 주 시드니 대한민국 총영사관
- 주 멜버른 대한민국 분관
- 주 뉴질랜드 대한민국 대사관
- 주 오클랜드 대한민국 분관
- 주 뉴질랜드 대한민국 대사관 - 통가
- 주 뉴질랜드 대한민국 대사관 - 사모아
- 주 뉴질랜드 대한민국 대사관 - 쿡 제도
- 주 파푸아뉴기니 대한민국 대사관
- 주 파푸아뉴기니 대한민국 대사관 - 솔로몬 제도
- 주 파푸아뉴기니 대한민국 대사관 - 바누아투
- 주 피지 대한민국 대사관
- 주 피지 대한민국 대사관 - 미크로네시아 연방
- 주 피지 대한민국 대사관 - 마셜 제도
- 주 피지 대한민국 대사관 - 나우루
- 주 피지 대한민국 대사관 - 키리바시
- 주 피지 대한민국 대사관 - 투발루

## 미승인 국가
대한민국은 현재 대한민국 자신을 제외한 유엔 회원국 192개국 중 191개국, 유엔 총회 옵서버 2개국 중 바티칸 시국 1개국, 유엔 비회원국인 니우에와 쿡 제도 2개국 중 2개국 모두와 수교하였다. 유엔 회원국 중에서는 조선민주주의인민공화국과 수교하지 않았고 유엔 총회 옵서버 중에서는 팔레스타인을 국가로 승인하지 않아 수교하지 않았으며 유엔 비자치영토인 사하라 아랍 민주 공화국과 소말릴란드도 국가로 승인하지 않아 수교하지 않았다. 그밖에 주권 국가인 코소보를 2008년 3월 28일부로 국가로 승인하였으나 수교하지 않았다. 과거 유엔 회원국이었던 중화민국과는 1992년 8월 24일부로 중화인민공화국과 수교함에 따라 같은 날 단교하였다.

## 같이 보기
- 대한민국의 수교 현황
- 남북 관계

## 주해
1. ↑  할슈타인 독트린은 1971년까지 한국 외교정책의 중요한 명맥으로 유지되었다. 할슈타인 원칙이란 '두 개의 한국'을 거부하는 정책으로, 한국과 외교관계를 가진 국가가 북한과 외교관계를 수립한 경우 한국은 국교관계의 단절을 불사한다는 강력한 보복정책이다. 그러나 이 원칙은 다행스럽게도 1960년대 말에 이르기까지 적용(適用)될 만한 사건을 발견하지 못하였다.
2. ↑  노 대통령의 이러한 대사회주의권 관계개선을 추구하는 외교 정책은 그 기원으로서 1973년 박정희 대통령의 〈6·23선언〉을 들 수 있다. 그러나 당시에 중국은 한국과 관계개선에 대해 큰 관심을 가지지 않았고, 그 대신에 한국은 일본과 미국과의 관계 개선을 추구하였다. ((성신여대 산학협력단)성신여대 정치외교학과 교수 등. “한-중 수교(1992.8)”. 《국가기록원 나라기록》. 2011년 10월 12일에 원본 문서에서 보존된 문서. 2009년 7월 11일에 확인함.)

## 참고 자료
- 재외동표 통계: “2023 재외동포현황”. 재외동포청. 2023년 6월 28일에 원본 문서에서 보존된 문서. 2024년 2월 27일에 확인함.
- 무역 통계: “국가별 수출입”. 한국무역협회. 2011년 11월 2일에 원본 문서에서 보존된 문서. 2011년 9월 11일에 확인함.